# Роберт II (король Шотландии)
Ро́берт II (англ. Robert II; 2 марта 1316, Пейсли, Ренфрушир, Шотландия — 19 апреля 1390, замок Дандональд) — король Шотландии с 1371 года, основатель династии Стюартов на шотландском престоле. Был сыном Уолтера Стюарта и Марджори Брюс, дочери короля Шотландии Роберта I Брюса. От своей матери Роберт унаследовал права на шотландский престол. В 1318 году парламент страны признал двухлетнего Роберта наследником короля Роберта I. Вскоре у короля родился сын Давид II, что несколько уменьшило шансы Стюарта. Роберт участвовал во Второй войне за независимость Шотландии и несколько раз становился хранителем (регентом) королевства, в последний раз — в 1346—1357 годах, пока Давид находился в английском плену. После возвращения короля из плена его отношения с Робертом были плохими, но все попытки Давида II родить наследника были безрезультатными. Бездетность Давида II в конечном счёте привела Роберта на трон Шотландии.
После восхождения на престол Роберт предпринял шаги по укреплению своей династии на троне, установив благодаря бракам многочисленных сыновей и дочерей союзы со многими знатными родами королевства. После смерти в 1377 году английского короля Эдуарда III Шотландия прекратила выплачивать южному соседу оставшийся выкуп за освобождение Давида II из плена и начала агрессивную политику по отвоёвыванию захваченных ранее англичанами земель и замков.
В ходе дворцового переворота в конце 1384 года Роберт II был фактически отстранён от власти своим старшим сыном и наследником Джоном, графом Карриком, который стал регентом королевства, а после смерти отца унаследовал трон под именем Роберта III. После гибели и пленения в 1388 году многих сторонников в битве при Оттерберне Джона отстранил от власти младший брат Роберт, граф Файф, который управлял Шотландией в качестве регента до самой смерти отца и в первые годы правления Роберта III.

## Происхождение
Будущий король происходил из шотландского рода Стюартов, имевшего бретонское происхождение. Его предки были наследственными управляющими Доля в Бретани. Один из них, Алан Фиц-Флаад, оказался на службе у английского короля Генриха I. Потомки его старшего сына Уильяма, Фицаланы, остались в Англии, получив позже титул графов Арундел, а третий сын, Уолтер Фиц-Алан, около 1136 года поступил на службу к шотландскому королю Давиду I, став к концу его правления королевским дапифером (стюардом) (лат. dapifer regis Scotie). Эта должность передавалась по наследству потомкам Уолтера и в XIII веке получила название «стюард Шотландии» (лат. senescallus Scotie), что показывало её высокий статус и значимость в национальном масштабе. Во время правления королей Давида I и Малькольма IV Стюарты получили обширные владения в Ренфрушире, северную половину Кайла (центральной части Айршира), а также крупные поместья в Берикшире, Роксбургшире и Хаддингтоншире. Глава семьи был одним из могущественных баронов в Шотландии. Центром владений Стюартов был замок Ренфру. В XIII веке представители рода стали использовать фамилию «Стюарт» (англ. Stewart), адаптировав название должности. В это время Стюарты играли заметную роль в национальной политике. После смерти короля Александра III Джеймс Стюарт был одним из шести хранителей Шотландии.
С середины XIII века Стюарты находились в тесном союзе с родом Брюсов, поддерживая их во время Первой войны за независимость Шотландии. В начале XIV века Уолтер Стюарт (около 1296—1327) стал одним из ближайших соратников короля Роберта I Брюса. В 1314 году он командовал одним из шотландских отрядов в битве при Бэннокбёрне и вскоре женился на Марджори Брюс, дочери короля. В этом браке родился будущий король Роберт II.

## Детство
Роберт, скорее всего, родился в начале 1316 года; ряд энциклопедий указывают дату 2 марта. Поскольку король Роберт I к 1316 году не имел сыновей, его единственный внук мужского пола вскоре после рождения стал рассматриваться в качестве возможного наследника престола. В 1315 году король признал первым наследником своего брата Эдуарда Брюса, но 14 октября 1318 года тот погиб в Ирландии, не оставив законнорождённого потомства. 3 декабря 1318 года Роберт I признал своего одноимённого внука наследником шотландского престола, если он сам не сможет произвести мужского потомства. Мать мальчика умерла, вероятно, между 25 марта 1317 года и 24 марта 1318 года.
5 марта 1324 года Элизабет де Бург, вторая жена Роберта I, родила мальчика — будущего короля Давида II. В июле шотландские магнаты и прелаты собрались на парламент в Камбускеннете, где поклялись поддерживать права на престол новорождённого королевского сына после смерти короля. Парламент признал Роберта Стюарта наследником престола, если Давид умрёт без потомства.
Роберт рано лишился родителей. 9 апреля 1326 года умер и его отец, Уолтер Стюарт, и мальчик унаследовал отцовскую должность стюарда Шотландии. Фактическим главой семьи был Джеймс Стюарт из Дурисдира, младший брат отца Роберта. В 1329 году умер и его дед, король Роберт I, что сильно усложнило политическое будущее Стюарта. Унаследовавший шотландскую корону Давид II был слишком мал, и хранителем (регентом) королевства был назначен Томас Рэндольф, 1-й граф Морей. Судя по имеющимся источникам, хранитель отвечал и за Роберта Стюарта, считавшегося наследником короля. Опекой также занимались дядя, Джеймс Стюарт из Дурисдира, и Уильям Линдси, архидиакон Сент-Эндрюса. Все они засвидетельствовали самую раннюю из известных хартий юного Роберта, которая была выпущена в Тарберте в 1330 году.

## Хранитель Шотландии

### Началовторой войны за независимость Шотландии
В 1332 году независимость Шотландии вновь подверглась испытанию. Хотя в 1328 году правившие в то время от имени Эдуарда III королева Изабелла и Роджер Мортимер были вынуждены подписать с Робертом I Нортгемптонский (Эдинбургский) договор, признав независимость Шотландии, его условия не устраивали Эдуарда III. Внешне он их соблюдал, но не мог пренебречь требованиями, которые высказывала знать Северной Англии, называемая тогда «лишённые наследства». В их числе были как английские аристократы, которые в результате победы Роберта I Брюса лишились владений в Шотландии, так и бежавшие из Шотландии сторонники бывшего короля Иоанна Баллиола и Джона Комина, убитого в 1306 году по приказу Роберта I. При английском дворе получил убежище и Эдуард Баллиол, сын короля Иоанна, который предъявлял претензии на шотландскую корону. Поскольку Томас Рэндольф, хранитель Шотландии, игнорировал требования Эдуарда III вернуть «лишённым наследства» их владения, розданные сторонникам Роберта I, Эдуард Баллиол со своими сторонниками летом 1332 года начал вторжение в Шотландию. Им на руку сыграла и смерть Рэндольфа. Их армии, уступавшей в 10 раз по численности шотландской, удалось в битвах при Кингхорне и Дапплин-Муре разгромить армию нового хранителя Шотландии графа Мара. 24 сентября Баллиол был коронован шотландской короной, а само королевство снова погрузилось в хаос войны за независимость.
Неожиданное бегство Баллиола после поражения в битве при Аннане в конце 1332 года заставило Эдуарда III возобновить войну за власть над северным соседом. Английская армия, которой руководил сам Эдуард III, вторглась в Шотландию и в битве при Халидон-Хилле 19 июля 1333 года разгромила шотландскую армию. Роберт Стюарт лично участвовал в битве, возглавляя второй шилтрон; среди погибших в сражении оказался его дядя и опекун Джеймс Стюарт. Эдуард III возвёл Эдуарда Баллиола на шотландский трон, а тот в ответ признал себя вассалом Англии и передал ей большую часть Южной Шотландии.

### Совместное опекунство с графом Мореем (1334—1335)
Поскольку в поздних шотландских хрониках было достаточно много искажений, навязанных пропагандой, трудно определить реальную роль, которую Стюарт играл во время первого периода изгнания своего дяди (1334—1341 годы). С. Бордман считает имеющиеся свидетельства достаточными для вывода о некотором политическом недоверии к Роберту со стороны королевского двора уже на этом этапе. Отмечаются заметные противоречия в источниках, созданных максимально близко к событиям 1330-х годов. В «Анналах», приложенных к «Хронике» Иоанна Фордунского, использовался отчёт, написанный, вероятно, кем-то из связанных с двором Давида II в начале 1360-х годов; в них враждебно описываются действия регента и указывается, что в качестве хранителя королевства тот проявил полную некомпетентность. Созданные позже стихотворная хроника Эндрю Уинтонского и «Шотландская хроника» Уолтера Боуэра, напротив, использовали материалы анонимной простюартовской хроники, которая весьма позитивно оценивала деятельность будущего короля. Обе хроники выделяют в качестве человека, прочно связанного с Робертом в этот период, Джона Рэндольфа, 3-го графа Морея, который показан как героическая фигура в борьбе против Эдуарда Баллиола. Однако их отношение к Стюарту резко расходится. Эндрю Уинтонский указывает, что в той плачевной ситуации, в которой находилось Шотландское королевство, Роберт играл центральную роль.
Одержав победу, английский король отдал принадлежавшие юноше маноры в Стюартри, Бьюте и Ковале своему стороннику Давиду Стратбоги, титулярному графу Атоллу. Роберт, по сообщению хроники Эндрю Уинтонского, сначала скрывался в Ротсее, а потом двое его доверенных слуг снарядили лодку, чтобы переправить его в Инверкип, а оттуда — в принадлежащий сэру Малькольму Флеммингу безопасный замок Дамбартон, где уже нашёл пристанище король Давид II. С. Бордман считает, что рассказ об отчаянном, но героическом бегстве Роберта из своих родовых владений, несомненно, восходит к традиции, которая ставила его во главе сопротивления шотландцев власти Баллиола. Наиболее ранняя версия хроники Эндрю Уинтонского рассказывает о том, что Стюарт обратился из своего убежища за помощью к Дугласу Кэмпбеллу из Лох-О, который предоставил его людям галеры. На них они в начале 1334 года спустились по Лох-Файну, чтобы отвоевать владения своего господина. Они смогли захватить замок Данун в Ковале. В качестве награды (не позднее 25 мая 1334 года) Роберт выдал хартию о дарении замка Роснит около Дамбартона Айвару Кэмпбеллу, сыну сэра Артура Кэмпбелла из Страчура, несомненно, за участие в отвоевании Дануна.
В мае 1334 года Давид II отправился во Францию, а Роберт начал успешную кампанию по возвращению утраченных владений. Вместе с графом Мореем, который вернулся из Франции, он был назначен хранителем Шотландии. Несмотря на сотрудничество в кампаниях против сторонников Баллиола, между молодыми людьми явно существовали политические разногласия. С. Бордман считает, что идея их совместного назначения хранителями возникла ещё от отправки Давида II. Соглашение вызвало недовольство Роберта, который, вероятно, был старше Рэндольфа и был племянником короля. Историк видит вероятную причину в обиде Роберта на графа Морей за его влияние в правительстве. Граф Морей, судя по источникам, энергично участвовал в борьбе против Баллиола. Воспользовавшись разногласиями между его сторонниками, он в сентябре 1334 года вынудил графа Атолла заключить мир с Давидом II. В 1335 году он прибыл в Тарберт в принадлежавшем Стюартам маноре Кинтайр, пытаясь склонить на сторону Давида II лорда Островов Джона.
Вскоре отношения двух хранителей королевства окончательно испортились. Ссора произошла в апреле 1335 года на парламенте, собравшемся в Дэрзи, а последователи, судя по источникам, боролись за контроль над королевскими доходами от владений к северу от Форта. Давид Стратбоги, которого поддерживал Роберт, выступил против графа Морея, поскольку претендовал на контроль за северными землями, которые ранее принадлежали его дяде, Джону Комин. Ссора переросла в полномасштабный конфликт между сторонниками Стюарта и Рэндольфа. Воспользовавшись политическим хаосом в шотландском правительстве, летом того же года Эдуард III лично совершил новый поход в Шотландию, поддерживая Баллиола. По пути его следования Рэндольф пытался оказывать сопротивление, однако в июле он попал в английский плен, в котором пробыл до 1340 года. Совместное опекунство Роберта и графа Морея прекратилось. После прибытия английской армии в Перт несколько шотландских лордов перешли на сторону Баллиола. В их числе был и Давид Стратбоги, который, подчинившись Эдуарду III и Эдуарду Баллиолу был назначен «хранителем королевства от имени этих королей». Посланцы Стратбоги к английскому королю выступали не только от его имени, но и от имени Роберта Стюарта, ввиду серии нападений англичан и английского флота из Ирландии, которым подверглись его владения в Западной Шотландии и в районе Ферт-оф-Клайд, в том числе на Бьют, в августе и сентябре. Роберту пришлось в сентябре заключить перемирие с Эдуардом III и Баллиолом в Эдинбурге. К концу сентября он оставил пост хранителя, который 4 декабря 1335 года занял сэр Эндрю Морей из Ботвелла. Морей 30 ноября 1335 года в битве при Килблине разбил сторонников Баллиола, а Давид Стратбоги был убит. Новый хранитель женился на Кристине Брюс, сестре короля Роберта I, став дядей Давида II по браку.

### Второе опекунство (1338—1341) и возвращение Давида II в Шотландию
После смерти Эндрю Морея весной 1338 года хранителем вновь стал Роберт и оставался на этом посту до 2 июня 1341 года. Хроника Эндрю Уинтонского указывает, что возобновление опеки Стюартом принесло большую пользу королевству. Воспользовавшись заключённым в 1338 году с Эдуардом III перемирием, Роберт отправил Уильяма Дугласа из Лотиана во Францию, чтобы получить помощь от короля Филиппа VI. В июне 1339 года он вместе с графами Россом и Марчем осадил Перт — одно из немногих мест, которые ещё оставались в руках сторонников Баллиола; гарнизон замка возглавлял английский капитан Томас Утреда. Позже к осаде присоединился и вернувшийся в Шотландию Уильям Дуглас, который нанял Гуго Хэмпила — французского пирата, командовавшего группой из пяти барж. К нему присоединились некоторые шотландцы, жившие при дворе Давида II в Шато-Гайяре, и несколько французских рыцарей. Дугласу уговорил перейти на их сторону Уильяма Буллока — способного военачальника, который ранее был священнослужителем. Ранее он служил англичанам, но перешёл на сторону противников Баллиола. По сообщению хрониста Иоанна Фордунского, он «дал полезные советы и оказал соответствующую помощь» осаждающим Перт. 17 августа гарнизон замка капитулировал. Вскоре сдался и Стерлингский замок, а 17 апреля 1341 года благодаря хитрости Буллока и Дугласа под контроль Стюарта перешёл и Эдинбургский замок. Ситуация в Шотландии нормализовалась настолько, что Давид II смог вернуться из Франции.
4 мая Давид II с женой высадился в Инверберви в Кинкрадиншире и в июне принял единоличное правление королевством. Отношения Роберта с королём были не особо дружескими. С. Бордман полагает, что на них могли сказаться более ранние конфликты с королевским фаворитом Эндрю Мореем, а также признание Робертом в 1335 года режима Эдуарда Баллиола. По его мнению, маловероятно, что Давид II и вернувшийся из английского плена Джон Рэндольф разделяли положительную оценку, которую хронист Эндрю Уинтонский позже давал политическому вкладу Роберта в кризисные 1334—1341 годы. Однако практически нет свидетельств об открытой вражде между дядей и племянником после возвращения короля. Более того, Стюарт получил достаточно значительное королевское пожалование — манор Лиддестейл. Эту область в 1333 году присвоил себе ставший хранителем Шотландии Арчибальд Дуглас. В начале 1342 года Роберт Стюарт оспорил право на владение Лиддесдейлом у юного Уильяма Дугласа, сына и наследника Арчибальда, потребовав манор себе. Против этого выступил опекун и родственник Уильяма, сэр Уильям Дуглас из Лотиана, который преследовал свои интересы, ибо сам претендовал на данное владение. Король стал на сторону Стюарта: хартия о передаче этих земель Арчибальду 1333 года была признана незаконной, Лиддесдейл был передан в феврале 1342 года Роберту Стюарту, который сразу же обменял его Уильяму Дугласу из Лотиана на Атолл. 16 февраля бывшему хранителю был присвоен титул графа Атолла.
Сохранилось мало свидетельств о том, как Роберт управлял Атоллом после 1342 года. С. Бордман считает, что графство, как и многие другие владения в Центральной Шотландии в первой половине XIV века переживало определённую социально-политическую реорганизацию. В качестве правителя Атолла Роберт установил, судя по источникам, дружеские отношения с представителями клана Доннхайд, которые были прямыми потомками старинных гэльских мормэров Атолла и, пережив неспокойное начало XIV века, обрели территориальную и политическую власть в высокогорном Пертшире. Он передал Глен Тилт Юэну Макруари, брату магната Ранальда Макруари из Гарморана, чем начал экспансию могущественных родов, имевших владения на западном побережье Шотландии, в Атолл. Возможность расширять свои владения на север в период 1341—1346 годов у Роберта отсутствовала из-за связей между Давидом II и Джоном Рэндольфом, графом Мореем, бывшим соперником Стюарта за управление королевством.

### Третье опекунство (1346—1357)
Ситуация в королевстве коренным образом изменилась в 1346 году. Эдуард III был занят войной во Франции, и французский король Филипп VI подбил шотландцев вторгнуться в Англию. Давид II лично возглавил рейд, но против них выступала английская армия, которую возглавляли Ральф Невилл из Рэби, Генри Перси и епископ Йорка Уильям де ла Зуш. 17 октября они разбили шотландцев в битве при Невиллс-Кроссе недалеко от Дарема. В плен попали король и знатные шотландцы, часть из которых погибла. Среди погибших были Джон Рэндольф, граф Морей, и Морис де Морей, граф Стратерн. Захваченный в плен Джон Грэм, граф Ментейт, был позже казнён Эдуардом III за нарушение данной в 1355 году вассальной присяги, а ещё один приговорённый к смерти, Дункан, граф Файф, был помилован английским королём из-за кровного родства.
Поведение Роберта Стюарта в этой битве описывается в хрониках по-разному. Он вместе с Патриком Данбаром, графом Марчем, командовал левым крылом шотландской армии. Джон Фордунский подчёркивает, что Роберт и граф Марч остались невредимы и трусливо бежали с поля битвы. Эти обвинения против них позже были повторены и в английских хрониках. Даже в самой ранней версии хроники Эндрю Уинтонского указано, что «тогда Стюарт бежал, а с ним и большая часть его людей и граф Марч», которые позже вернулись в Шотландию. В поздних версиях хроники этот кусок был удалён, а рассказ о битве содержал больше критики в сторону короля Давида II, чем в адрес Стюарта. В любом случае, Роберт со своими людьми успешно отступил в Шотландию, после чего вновь стал хранителем, сохраняя эту должность до того момента, когда в 1357 году король был выкуплен из английского плена.
Действия Стюарта в качестве правителя королевства в 1346—1357 годах в 1360-е годы стала предметом интенсивной политической пропаганды, что сильно повлияло на шотландские хроники, созданные в этот период. Исследователи в целом считают, что действия Роберта в 1346—1357 годах заметно ухудшили его отношения с Давидом II. Судя по источникам, Роберт не особо стремился, а иногда и прямо препятствовал отчаянным попыткам Давида II освободиться из английского плена. В самом королевстве Роберт способствовал получению членами своей семьи и союзниками территориальных владений, особенно в Северной Шотландии. Свою власть он стремился расширить в том числе путём заключения брачных союзов с самыми могущественными магнатами. Так, в 1350 году он выдал замуж свою дочь Маргариту за Джона, лорда Островов. Власть Роберта в горном Пертшире в 1340-е годы расширилась из-за управления в качестве хранителя королевства землями, принадлежавшими попавшему в плен Дункану, графу Файфу, которому принадлежали несколько крупных маноров в Западном Пертшире, включая Страттей, Страт-Браан и Страторд. Хотя в 1350 году граф Файф получил свободу, он умер в 1353 году, после чего Файф и пертширские маноры оказались под опекой Стюарта.
Одним из первых действий в качестве хранителя Шотландии стало получение Робертом от папы римского легитимизации задним числом своих детей, родившихся от связи с Элизабет Мур, дочерью Адама Мура из Роваллана — землевладельца из графства Каннингем, входившего в состав владений Стюартов. Они жили совместно с конца 1330-х годов, но брак был, судя по источникам, светским. С. Бордман считает, что пленение Давида II могло заставить Роберта задуматься о статусе детей от Элизабет. Освобождение шотландского короля из английского плена было не гарантировано, и было маловероятно, что в этот период тот сможет зачать детей. Более того, в битве при Невиллс-Кросс Давид II получил тяжёлую рану, что увеличило вероятность наследования трона Стюартом. В этой ситуации Роберт задумался о том, чтобы узаконить своих детей. Вопрос был не только личным, но и государственным, поскольку обращение к папе было поддержано королями Франции и Шотландии, а также шестью шотландскими епископами. В этот период появилась конкурирующая и вполне законная линия в наследовании шотландского престола: после возвращения из Франции Давид II устроил брак своей полнородной сестры Маргарет с Уильямом, графом Сазерлендом. В браке родился сын Джон, а Маргарет, вероятно, умерла при родах. В начале 1346 году Уильям и Джон получили от Давида II значительные территориальные владения. Хотя сын графа Сазерленд в порядке наследования находился после Роберта, он имел больше прав на престол, чем незаконнорождённые сыновья Стюарта. В некоторых хрониках XIV века даже указывается, что до своей смерти в 1361 году Джон считался ближайшим наследником шотландского престола и в случае, если бы на момент смерти Давида II был жив, то именно он, а не Стюарт унаследовал бы корону. С. Бордман считает, что в полученном в 1347 году папском решении о легитимизации брака хранителя есть признаки того, что он защищал право своей семьи на наследование престола. Эта озабоченность, возможно, беспокоила пленённого Давида II, особенно с учётом бездействия Роберта в его освобождении своего короля.
Давид II пытался добиться освобождения. К 1350 году он предложил в качестве своего наследника на случай отсутствия у него сыновей Джона Гонта, одного из сыновей Эдуарда III, отстранив, таким образом, от наследования и Роберта Стюарта, и Джона Сазерленда. Заключённое в 1351 году соглашение также предполагало возврат шотландцам захваченных Англией земель и замков, возвращения Шотландии к границам времён короля Роберта I, отказ от уплаты выкупа за освобождение короля и перемирие сроком на тысячу лет. Арчибальд Дункан полагает, что в сложившихся обстоятельствах это была честная сделка, которая могла получить некоторую поддержку и одобрение в Шотландии. В ноябре 1351 года Давид II был освобождён под честное слово. Шотландский парламент рассматривал эти предложения в конце феврале — начале марта 1352 года и отклонил их, несмотря на присутствие короля. В конце апреля шотландский монарх был вынужден вернуться обратно в английский плен в Лондон.
По мнению С. Бордмана, в своём противостоянии планам Давида II Роберт, возможно, использовал тот факт, что из-за войны с южным соседом у шотландцев была особая чувствительность к вопросу независимости, поэтому общество негативно относилась к предложениям, в результате которых Англия могла путём переговоров добиться того, чего не смогла сделать военным завоеванием. Историк считает, что Стюарт и его сторонники, возможно, представляли короля человеком, который был слишком близок к Эдуарду III, из-за чего готов был поступиться суверенитетом Шотландии ради своих личных политических и династических целей. Главным противником проекта, несомненно, был сам Роберт Стюарт, чьё положение в качестве наследника престола оказалось под угрозой. Пока в конце 1351 года шли переговоры между Англией и Шотландией, он поддерживал связь с королём Франции, посылая тому отчёты о текущей ситуации и взывая о помощи. На основании французских ответов С. Бордман делает вывод, что Стюарт им представлял вариант «конца света», когда он и его союзники будут изгнаны из Шотландии Давидом II, возможно, при поддержке английских войск. В первые месяцы 1352 года противостояние Стюарта и Давида II грозило перерасти в гражданскую войну, в которую вполне могли вмешаться Англия и Франция, но в конце концов шотландский король решил отклонить Ньюкаслское соглашение и вернуться в английский плен.
Начиная с 1352 года дипломаты стремились добиться освобождения Давида II за выкуп, заключив перемирие между двумя странами. Проект договора был составлен в Берике в июне 1354 года. По его условиям сумма выкупа составляла 90 тысяч мерков, которые должны были выплачиваться в течение десяти лет. К октябрю 1354 года Эдуард III планировал выпустить своего пленника, но надежды шотландского короля были разрушены Робертом Стюартом. Он намеренно игнорировал переговоры об освобождении Давида II на английских условиях; вместо этого он заключил военный союз с королём Франции, а в 1355 году фактически сорвал заключение мирного договора: в пасху 1355 года в Шотландию прибыл небольшой французский отряд, который напал на англичан. Иоанн Фордунский представлял события 1355 года как трагический случай, колоссальную политическую и военную ошибку, когда шотландцы «увлеклись жаждой золота». Хронист указывал, что «они добились немногого, достойного памяти». Эндрю Уинтонский более позитивно оценивал действия шотландцев в 1355 году. Томас Стюарт, граф Ангус, и Патрик, граф Марч, 1—2 ноября ненадолго захватили Берик, однако по возвращении из Франции Эдуард III в конце 1355 года быстро отбил город.
Не позднее 20 января 1356 года Эдуард Баллиол в Роксборо отрёкся от своих прав на шотландский престол в пользу английского короля. Затем Эдуард III лично возглавил рейд, в результате которого в январе—феврале 1356 года был опустошён Лотиан. После поражения и пленения французского короля Иоанна II Доброго в битве при Пуатье, состоявшейся 19 сентября 1356 года, шотландцы были вынуждены возобновить переговоры с Англией.
Английскому королю пришлось выбирать между большим выкупом за освобождение и мирным договором, с отказом королевских титулов, и продолжением дорогостоящей завоевательной войны. Он сделал выбор в пользу выкупа. Переговоры об освобождении Давида II возобновились в январе 1357 года. 3 октября англичане договорились о мире с Шотландией. По условиям Берикского соглашения Эдуард III фактически признавал за Давидом II титул короля Шотландии. Сам король получал свободу в обмен на выкуп в рассрочку в размере 100 тысяч марок (66 666 фунтов). Хотя Эдуард III мог потребовать от Шотландии признания сюзеренитета, в Берикском договоре об этом не упоминалось, что шотландцы считали своей крупной победой. До выплаты выкупа должно было действовать перемирие между двумя странами с соблюдением территориального статус-кво. В качестве заложников шотландцы были обязаны предоставить 20 знатных персон. 7 октября 1357 года Давид II вернулся в Шотландию. В ноябре генеральный совет официально ратифицировал Берикский мирный договор и принял меры, чтобы король мог заплатить выкуп.

## Правление Давида II (1357—1371)

### Положение Роберта при возвращении короля
С возвращением короля 11-летнее регентство Роберта Стюарта закончилось. Если Давид II и вынашивал какие-то планы о мести за роль, которую его племянник сыграл в битве при Невиллс-Кроссе, или за несогласие того с планами, которые могли привести к освобождению монарха в 1352 и 1354 годах, первоначально это никак не проявлялось. Как считает С. Бордман, в 1357—1358 годах вряд ли король мог помышлять о санкциях против Стюарта и его соратников, поскольку тот обладал в королевстве огромным политическим и территориальным влиянием, особенно в землях к северу от Форта. Самые близкие соратники Давида II в этом регионе — граф Морей и граф Стратерн — погибли в битве при Невиллс-Кроссе. В итоге в первые 4 года после возвращения короля власть Роберта ничуть не ослабла; наоборот, он пользовался королевским одобрением (хотя его отношения с королём и продолжали оставаться напряжёнными), а его семья расширила своё влияние на новые территории. Первые знаки королевского благоволения Стюарт получил уже между 6 и 13 ноября, когда за ним был признан титул графа Стратерна. Вероятно, это пожалование было признанием реального положения Роберта в графстве, которое тот получил в период регентства: как владелец соседних Метвена и Атолла, Стюарт был в идеальном положении для установления контроля над графством. Единственное противодействие, с которым он столкнулся в Стратерне после 1346 года, вероятно, исходило от Уильяма, графа Росса, который был шурином Мейлиза, графа Стратерна, лишённого в 1343/1344 году своего титула Давидом II из-за сотрудничества того с Эдуардом Баллиолом. Пленение шотландского короля предоставило ему идеальную возможность вернуть своё владение, возможно, при поддержке графа Росса. Однако Роберту удалось договориться с Уильямом, женившись в 1355 году на его сестре Ефимии, графине Морей. Этот брак, по мнению А. Гранта, благодаря имущественным правам жены в качестве вдовы Джона Рэндольфа, графа Морея, дал Стюарту возможность к 1367 году контролировать Баденох.
Ко времени возвращения Давида II Роберт имел власть не только в Атолле, но и соседних с ним Стратерне, Баденохе, Метвене и Аппин-оф-Дулле. Как отметил А. Грант, в начале XIV века положение высшей знати в горной Шотландии значительно пошатнулось, в первую очередь, из-за ослабления власти Коминов после 1306 года, что нарушило эффективность местного управления большей частью Центрального Хайленда. Начался рост влияния гэльских лордов, которые воспользовались образовавшимся вакуумом власти. Во многом это было связано с реорганизацией политической в военной организации гэльского общества по всей Шотландии и Ирландии в XIV веке, особенностью которого стало содержание на службе у крупных региональных лордов и их вассалов профессиональных или полупрофессиональных наёмников. Параллельно Стюарт расширял влияние на преимущественно горные графства и маноры, что было в интересах местной знати, поскольку, как считает С. Бордман, с политической точки зрения Роберт оказался в идеальном положении, чтобы воспользоваться этими переменами в регионе. Роберт сам был крупным территориальным магнатом, владевшим землями на западном побережье, причём его власть распространялась на горные территории и гэльские племена, а также на обширные владения в Лоуленде. Бордман полагает, что в 1340-е и 1350-е годы Стюарт содержал отряды наёмников, которые известны как катераны, что позволило ему навязать свою власть в Атолле, Баденохе и ряде других владений.

### Спор за графство Файф
По мнению С. Бордмана, политическое и военное господство Стюарта в Северной Шотландии, подкреплённое брачными союзами с графом Россом и лордом Островов, не оставляло Давиду II другого выбора, как признать за ним все приобретения за период регентства. Король не испытывал особого желания выступать против племянника. Так, в 1358—1359 годах он уклонился от потенциального политического столкновения с Робертом из-за спора за графство Файф, правитель которого считался старшим из шотландских графов. После смерти в 1353 году Дункана, графа Файфа, это владение оставалось вакантным. В марте 1358 года Давид II пожаловал графство малолетнему лэрду Уильяму Рэмси из Коллути, который был одним из заложников в Англии, когда в 1352 году король был временно освобождён из плена. Право короля подарить Файф Рэмси было оспорено дочерью Дункана Изабеллой. В 1350-е годы она жила в Англии, где по любви вышла замуж за Уильяма де Фелтона, рыцаря из Нортумберленда, а после его смерти в 1358 году вернулась в Шотландию, где её претензии на Файф были поддержаны Робертом Стюартом. Ему удалось в конце 1359 года утвердить права Изабеллы на Файф, а в 1360 или 1361 году она вышла замуж за его второго сына Уолтера.
Однако победа в споре за графство Файф оказалась эфемерной, поскольку уже в конце 1362 года Уолтер умер. В это время Давид II стал более агрессивно утверждать королевские права и продвигать своих фаворитов. Поведение короля могло быть связано с причастностью «некоторых великих людей Шотландии» к убийству в 1360 году его любовницы Кэтрин Мортимер. К концу 1362 года Давид II не был склонен, как раньше, мириться с планами Стюарта относительно графства Файф. Овдовевшую Изабеллу немедленно окружили люди, близкие к королю. В январе 1363 года стало ясно, что Давид II хочет выдать графиню Файф за своего фаворита, сэра Томаса Биссета из Апсетлингтона, рыцаря из Берикшира, и не собирается разрешать унаследовать Файф кому-то из братьев покойного Уолтера Стюарта. Условия, на которых в июне 1363 года Томасу был пожалован титул графа Файфа, были направлены на то, чтобы помешать амбициям Стюартов: круг наследников ограничивался только детьми Изабеллы и Биссета, а в случае их отсутствия графство должно было вернуться к короне. Когда Давида II в 1359 году вынудили признать права Изабеллы в ущерб Уильяму Рэмси, король использовал раннюю смерть Уолтера Стюарта как повод, чтобы восстановить контроль над конечным переназначением графского титула.
С. Бордман отмечает, что лишение в начале 1363 года Стюартов графства Файф было признаком ухудшения отношений между дядей и племянником. Появились и другие угрозы территориальным и политическим интересам Роберта и его семьи, исходившие от королевского двора. Одним из источников разногласий стала новая любовница короля — Маргарет Логи, урождённая Драммонд. В 1357 году жена Давида II, Джоан Тауэрская, вернулась в Англию, где и умерла в 1362 году. В её отсутствие король завёл любовницу, Кэтрин Мортимер, убитую в 1360 году. Следующей любовницей стала Маргарет, дочь сэра Малькольма Драммонда и жена сэра Джона Логи. После смерти жены Давид II выбрал её в качестве своей новой супруги. Открыто свои чувства он признал в дарственной, датированной 20 января 1363 года. Возможно, именно тогда стало очевидно, что овдовевший король намерен жениться на Маргарет Драммонд. Источники утверждали, что Давид II женился по любви, однако С. Бордман видит практические причины: девушка, родив сына предыдущему мужу, доказала свою плодовитость.
Кроме потенциальной угрозы наследованию престола, которую представляло для Роберта возможное появление потомства у Давида II и Маргарет, у него были и другие причины быть недовольны растущим влиянием при дворе королевской любовницы и её семьи. В 1360 году двое братьев Маргарет, Джон и Морис Драммонды, вступили в конфликт с родственниками и союзниками Стюартов — Ментейтами из Раски и Кэмпбеллами из Лох-О, в результате которого погибли трое братьев Ментейтов. Точная причина вражды неизвестна, однако конфликт был связан с женитьбой Джона Драммонда на Маргарет Грэм, графине Ментейт. Хотя неясно, принимал ли Роберт активное участие в этом конфликте, по условиям арбитража в суде, состоявшегося в мае 1360 года его официально обязали отказаться от продолжения вражды с Драммондами. Вскоре Джон Драммонд умер, а на его вдове 9 сентября 1361 года женился Роберт, третий сын Стюарта. Графство Ментейт в 1361 году вошло в состав владений Стюартов, а после смерти в том же году в Англии Джона Сазерленда Роберт Стюарт стал неоспоримым наследником короля. Недовольный ростом территориальных владений и политического влияния своего племянника и его семьи, Давид II в ноябре 1361 года начал предпринимать попытки уменьшить их влияние в Ментейте. Он подтвердил дарственную, выданную графиней Ментейт своему бывшему мужу Джону Драммонду и их детям в Эберфойле на западе графства. В 1362 году король вновь вмешался в дело о наследстве Ментейтов и, вопреки интересам сына Роберта, поддержал права на баронию Барнбоугл своего фаворита Бартоломью Леона и его жены Филиппы Моубрей. Планы Давида II жениться на Маргарет, сестре Джона Драммонда, возможно, вызывали у Стюарта опасения, что король более агрессивно начнёт отстаивать интересы своих племянников в Ментейте. В конце 1362 года Роберт пожаловал ряд земель и должностей в Стратерне Морису Драммонду; возможно, эти назначения были ему навязаны после того, как сестра Мориса стала любовницей шотландского монарха.

### Мятеж 1363 года
После дарений короля интересам Стюартов в графствах Файф, Ментейт и Стратерн стал угрожать узкий круг приближённых Давида II. Недовольство Роберта потерей графства Файф и потенциальная женитьба монарха, которая несла угрозу его интересам, привела к тому, что в начале 1363 года он вместе с двумя старшими выжившими сыновьями, а также Уильямом Дугласом, графом Дугласом, и графом Марчем восстал против короля. Хроники, составленные спустя много лет после окончания правления Давида II, исказили цели мятежников, манипулируя хронологией баронского мятежа. Так, Уолтер Боуэр указывает, что мятеж начался после предложения королю назначить своим наследником Эдуарда III, в результате чего ряд поздних историков рассматривали Роберта в 1363 году как защитника патриотического движения. Однако, как указывает С. Бордман, вопрос, касающийся изменения порядка престолонаследия, не рассматривался шотландским парламентом вплоть до марта 1364 года, когда мятеж уже 9 месяцев как закончился. Историк считает причиной мятежа территориальные и политические претензии баронской коалиции к Давиду II, поведение которого становилось агрессивным и независимым. С. Бордман высказывал предположение, что и Стюарт, и Дуглас, возможно, опасались отправления в Англию в качестве заложников до уплаты выкупа за освобождение Давида II.
Хронология мятежа неясна, однако двое хронистов независимо друг от друга сообщают, что на определённом этапе Роберт и двое его сыновей (Джон, лорд Кайл, и Роберт, лорд Ментейт) подписали вместе с графами Дугласом и Марчем петицию королю, призывающую к реформированию королевского правительства. «Scalacronica» полагает, что в документе содержалось обвинение короля в том, что собранные для предыдущих выплат деньги были «растрачены злым советом, поэтому они потребовали возмещения и более мудрого правительства». Условия, на основании которых Стюарт в мае 1363 года окончательно подчинился королю, вероятно, отражают и другие требования мятежников: Роберт обязался защищать не только короля, но и его чиновников и «верных ему людей, кем бы они ни были, а именно тех, кого мой господин король сам пожелает призвать и назвать своими верными людьми».
«Scalacronica» полагает, что участие графа Дугласа в мятеже вытекало из его конфликта с королём по поводу обращения с графом Маром: Давид II в конце 1362 года изгнал бездетного Томаса, графа Мара, которому Уильям приходился шурином и был его предполагаемым наследником; граф мог опасаться, что действия монарха были прелюдией к захвату графства Мар и лишению его наследства. Граф был готов к мятежу, когда объединился со Стюартом и графом Марчем. Положение Дугласа в начале 1363 года было схоже с ситуацией, в которой оказался и сам Роберт: агрессивные действия короля разрушили долго ожидаемые перспективы на крупное наследство графа. Мятеж, вероятно, начался в конце марта 1363 года. С. Бордман полагает, что вряд ли Роберт играл в нём ведущую роль. 9 марта он засвидетельствовал одну из королевских хартий, а к 24 апрелю вернулся к дяде, чтобы присутствовать на королевской свадьбе с Маргарет Логи в Инчмурдоке в Файфе. Нет и прямых указаний на то, что Стюарт участвовал в прямых столкновениях с королевскими войсками. «Scalacronica» указывает, что Роберт заключил соглашение с королём «без ведома или согласия своих союзников», а 14 мая публично подтвердил свою верность Давиду II, открестившись во время церемонии в Инчмурдоке от союза с Дугласом и Марчем. Свидетелями были многие из тех приближённых короля, которых он намеревался сместить с влиятельных должностей при дворе. Графы Марч и Дуглас прекратили мятеж позже; последний был самым активным из мятежников, только в июле 1363 года его имя появилось в королевских хартиях.
С. Бордман предполагает, что Стюарт раньше других вышел из мятежа, поскольку рисковал намного сильнее, чем его соратники. Исходя из принесённой Робертом присяги историк делает вывод, что, вероятно, Давид II угрожал его лишить права наследования престола. Во многих отношениях восстание 1363 года стало для него политической катастрофой: мятеж был неудачным, а его претензии на престолонаследие были открыто использованы королём для шантажа. Роберт бросил своих соратников и лишился их поддержки в будущем.

### В оппозиции королю
Уменьшение политического влияния Стюарта проявилось в полной мере в ноябре 1363 года, когда Давид II приехал в Англию, где начал переговоры с Эдуардом III о внесении поправки к условиям выкупа, прописанным в договоре 1357 года, а также решить вопрос о заключении постоянного мира между королевствами. Короли подготовили текст соглашения для утверждения в Шотландском парламенте. Судя по источникам, Давид II вновь был готов предложить изменения в условия наследования шотландского престола. Соглашение предусматривало ряд английских уступок по нерешённым вопросам; если шотландский король умрёт, не оставив детей, его наследником будет признан Эдуард III. Англичане предлагали освободить шотландцев от всех выкупов, отпустить заложников, вернуть все захваченные земли и город Берик, выкупить претензии «лишённых наследства» и вернуть шотландскому королю все земли в Англии, принадлежавшие его предшественникам. Отношения между королевствами в ситуации, когда король владел двумя коронами, определялись в ряде положений, устанавливавших гарантии сохранения всех властных институтов, а также статуса и обычных прав шотландских дворян.
Как считает С. Бордман, уверенность в непримиримости оппозиции в отношении плана, который предлагал немедленные территориальные и финансовые выгоды для Шотландского королевства, возможно, преувеличена, поскольку негативные моменты относились только к политическим интересам Стюарта и его семьи. Однако парламент, очевидно, занимал непримиримую позицию по любым уступкам в вопросам престолонаследия. Давид II, судя по источникам, обеспечил политическую поддержку данному соглашению, привлекая к переговорам графа Дугласа — самого могущественного магната к югу от Форта; за помощь в случае назначения Эдуарда III наследником шотландского престола ему было обещано возвращение английских поместий, принадлежавшие его отцу и дяде, или земли эквивалентной стоимости. Дуглас не чувствовал себя обязанным защищать интересы человека, который бросил его во время мятежа.
Парламент собрался в марте 1364 года, однако Стюарт начал к нему готовиться 12 января, предоставив капелланство в Глазго с ежегодной рентой в сорок фунтов во исполнение условий узаконивания его брака с Элизабет Мур. Хотя эти действия опоздали на 16 лет, Роберт обеспечивал каноническую легитимность трём своим старшим сыновьям. Согласно шотландским хроникам, представленное Давидом парламенту соглашение было единогласно отклонено всеми тремя сословиями. С. Бордман сомневался в достоверности этого известия; историк отмечает, что в первую очередь было отвергнуто предложение сделать наследником престола Эдуарда III, однако в хрониках Боуэра и Эндрю Уинтонского указывается, что существовало и альтернативное предложение, по которому престол мог получить один из сыновей Эдуарда III — Джон Гонт, и это предложение пользовалось некоторой поддержкой в Шотландии. Согласно хроникам, Давид II выступал за этот проект. Главный аргумент сводился к тому, что Гонт в качестве короля гарантирует независимость Шотландии. Жена английского принца была потомком Коминов, поэтому у его наследника будет течь и шотландская кровь. Указывалось, что в 1350-е годы шотландцы уже выбирали Гонта в качестве наследника престола. Политическая репутация Стюарта в 1364 году была весьма подмоченной и вряд ли гарантировала всеобщую поддержку его претензий на наследование Давиду II. Иоанн Фордунский, который в своей основной части хроники выступает как патриот Шотландии, симпатизировал точке зрения, представлявшей Роберта политически некомпетентным и деструктивным человеком; поскольку считается, что «Анналы» были созданы около 1363 года, С. Бордман полагает, что подобный взгляд хрониста, несомненно, связан с тем периодом, когда после мятежа 1363 года подобное представление о Стюарте основано на политических событиях этого времени, когда шли активные споры о шотландском престолонаследии. На основании мнения Иоанна Фордунского и дебатов в шотландском парламенте историк делает вывод, что возможность наследования престола Стюартом не пользовалось в стране всеобщей поддержкой, а кандидатура Джона Гонта могла казаться вполне привлекательной, особенно для Давида II и его окружения при королевском дворе. Однако предложенные англичанами условия установления постоянного мира оказались слишком жёсткими, чтобы шотландцы их приняли. Отклонение английских предложений о наследовании шотландского престола привело к возобновлению англо-шотландских переговоров, которые затягивались.
Хотя Роберт Стюарт сохранил положение предполагаемого наследника престола, его отношения с королём оставались плохими. В последующие 5 лет Давид II агрессивно продвигал интересы родственников своей второй жены — Драммондов, которые пользовались огромным политическим влиянием. Король всячески одаривал их, они заключали престижные брачные союзы, а крупные магнаты были готовы способствовать удовлетворение их территориальных амбиций. Свой вклад внёс и сам Роберт, сделавший несколько дарений королевскому пасынку Джону Логи.
В то же время Давид II нашёл тонкий способ справится с вероятностью наследования престола его племянником, которая с каждым новым годом вырастала. Он заключил соглашение со старшим сыном Роберта, Джоном (будущим королём Робертом III), который не позднее 31 мая 1367 года женился на королевской племяннице Аннабеле Драммонд, что создавало новую потенциальную линию наследования шотландского престола. Давид II рассчитывал на большую благосклонность Джон Стюарта к его сторонникам, чем отец. Поскольку Роберт Стюарт был старше своего дяди-короля, при королевском дворе, возможно, надеялись, что его старший сын станет королём после смерти Давида II.
В 1368 году у Стюарта возник новый конфликт с королём, связанный с тем, что в июне ему, а также двум старшим сыновьям — Джону в качестве лорда Кайла и Роберту в качестве лорда Ментейта должны принести клятвы, касающиеся поведения жителей их владений. В том же году Роберт и его сын Александр, будущий лорд Баденох, оказались в заключении в замке Лохливен, возможно, из-за того, что нарушили клятву.
Новая угроза перспективам Стюарта наследовать шотландский престол возникла в 1369 году, когда Давид II в надежде произвести наследника решил аннулировать свой брак со второй женой Маргарет, которая так и не смогла родить ему сына. Несмотря на открытое сопротивление королевы, развод был завершён около 20 марта 1369 года. Точно неизвестно, как к этому относился Роберт. Поздние хронисты утверждали, что незадолго до развода Маргарет подталкивала Давида II арестовать Стюарта и его трёх старших сыновей. Из источников известно, что Роберт и его сын Александр были заключены в замок Лох-Левен в конце 1368 и начале 1369 года. Исследователи рассматривают развод короля как триумф политических интересов Стюарта, а Уолтер Боуэр связывает аннулирование брака с освобождением Роберта и его сыновей из заключения. С. Бордман отмечает, что главную роль в отстранении королевы от власти сыграли не Стюарты, а небольшая группа приближённых Давида II при дворе, во главе которой стоял сэр Роберт Эрскин.
В дальнейшем Давид II намеревался жениться на своей любовнице Агнес Данбар, сестре Джона Данбара, графа Марча. Она была замужем за Робертом Мейтлендом; их наследникам 23 августа 1369 года граф Марч пожаловал земли баронии Тибберс, что, возможно, было шагом к её будущему разводу. С. Бордман считает, что определяющим фактором для короля вступить с ней брак была её способность иметь детей, поскольку Давид II, которому в это время было всего 47 лет, не оставлял надежд обзавестись ребёнком. 21 января 1371 года король пожаловал Агнес огромную ежегодную ренту в 1000 мерков с таможен Абердина и Хаддингтона, что отражало доминирование фракции Эрскина и Данбаров при королевском дворе в течение последних двух лет правления Давида.
Самым обидным для Роберта стало папское разрешение на брак с его дочерью Марджери, которое Джон Данбар, брат Агнес, получил 11 июля 1370 года. Стюарт был категорически против брака дочери с человеком, который даже не носил рыцарского звания, но Давид II вынудил его согласиться, угрожая в противном случае отобрать графство Стратерн. В период с сентября 1369 по май 1370 года в королевских хартиях Роберт не назывался графом Стратерна, хотя и продолжал использовать этот титул в своих собственных хартиях. Стюарту пришлось отказаться от некоторых владений в Стратерне в пользу другого молодого королевского фаворита — Уильяма Дугласа из Далкита. Осенью 1370 года Давид II положил конец и планам Роберта добиться передачи графства Файф: он заставил Изабеллу, графиню Файф, отказаться в свою пользу от графства, которое сразу же пожаловал Джону Данбару.
К февралю 1371 года ближайшее будущее для Роберта выглядело мрачным: Агнес Данбар готовилась стать королевой и имела возможность родить сына королю. Но брак так и не состоялся, поскольку 22 февраля 1371 года Давид II неожиданно умер в Эдинбургском замке.

## Король Шотландии

### Восхождение на трон
На момент смерти Давида II при королевском дворе имели влияние люди, личные отношения которых со Стюартом были, очевидно, неоднозначные. Смена монарха угрожала интересам этой сплочённой группы, которая пользовалась личным покровительством покойного короля. Роберт вполне мог им мстить за то, как с ним обращались в 1369—1371 годах. Эта угроза была вполне обоснованной, поскольку за первые два года его правления Эрскины и Джон Данбар лишились большинства титулов и должностей, пожалованных им Давидом II. Не меньше опасений было и у более широкой группы людей, преуспевших на службе у покойного короля. Некоторые менее влиятельные члены окружения Давида II, узнав о его смерти, бежали в Англию. 17 марта 1371 года Эдуард III выдал охранные грамоты сроком на год для ряда приближённых покойного монарха и членов их семей.
Хотя многие представители шотландской знати опасались восхождения на престол Роберта, политических методов противодействия у них не было, поскольку после смерти в 1361 году Джона Сазерленда он был ближайшим наследником Давида II мужского пола. Несмотря на несомненное право Стюарта унаследовать корону, вскоре у него возникли трудности со вхождением на престол. Хотя Давид II был практически сразу похоронен в Холирудском аббатстве, коронация нового короля состоялась спустя месяц — 26 марта 1371 года.
Задержка с коронацией нового монарха была связана с серьёзной, хотя и не совсем ясной проблемой с престолонаследием. Роберту почти сразу пришлось противостоять графу Дугласу. Самое близкое по времени описание этого мятежа, которое содержится в хронике Эндрю Уинтонского, достаточно двусмысленно. Там говорится только о том, что Дуглас появился в Линлитгоу, чтобы воспротивиться притязаниям Роберта на трон, но не указываются ни цели графа, ни обоснования его требования. С. Бордман интерпретирует рассказ хрониста как предположение, что либо Дуглас отверг притязания Стюарта на трон, либо тот выступал против сэра Роберта Эрскина, одного из управленцев Давида II, продолжавшего влиять на управление государством в качестве хранителя королевских замков. Уолтер Боуэр, который писал свою хронику в 1440-е годы, также использовал первоисточник, лежащий в основе сообщения хроники Эндрю Уинтонского, судя по всему, считал, что Дуглас выступал непосредственно против Роберта. Он утверждал, что проявление неповиновения графа произошло после того, как представители трёх сословий в Линлитгоу обсудили «выбор их будущего короля» и приняли решение в пользу Стюарта из-за его наследственных прав, вытекающих из документов, составленных в 1315 и 1318 годах. Боуэр предположил, что граф сам предъявлял претензии на трон как потомок Коминов и Баллиолов. Эта идея получила дальнейшее развитие в хронике, написанной в середине XV века в Пласкарденском аббатстве; в ней утверждается, что Дуглас претендовал на престол как потомок Эдуарда Баллиола.
Как отмечает С. Бордман, в сообщениях хроники Боуэра есть ряд проблем. Ни в современных документах, ни в хронике Эндрю Уинтонского, нет никаких свидетельств того, что в 1371 году в Линлитгоу проходила встреча представителей трёх сословий. Описанная хронистом картина поддержки тремя сословиями притязаний Стюарта на шотландский трон хорошо согласуется с его же указанием на то, что возможное наследование короны Робертом пользовалось широкой поддержкой до 1371 года. Если в указанное время в Линлитгоу и была какая-то встреча, то вряд ли она отвечала интересом Стюарта, ибо он, будучи признанным наследником Давида II, по всей видимости, не считал политически выгодным проведение «совета» для обсуждения возможных кандидатов на шотландский престол. Ко всему прочему, Роберт скорее выбрал бы в качестве места Перт или Скун, где он в итоге был коронован. Историк полагает, что собрание в Западном Лотиане могло быть организовано теми, кто искал альтернативного кандидата на корону — оно было созвано Уильямом Дугласом после смерти Давида II и состояло из людей, готовых противостоять Стюарту.
Чтобы оппозиция Стюарту имела шансы на успех, им был нужен свой кандидат на престол. Историки так и не смогли подтвердить предположение Боуэра о выдвижении Дугласом своей кандидатуры. Граф не имел никаких известных связей с Коминами и Баллиолами, зато был связан родством с Брюсами: он был женат на Маргарет Мар, дочери Дональда, графа Мара, племянника короля Роберта I, который в 1332 году некоторое время был опекуном Давида II. Нет никаких признаков того, что Дуглас унаследовал претензии на королевский статус, которыми обладали Комины и Баллиолы. Слабость его личных притязаний на корону в 1371 году была очевидна всем, поскольку Стюарт был признанным наследником престола. Очевидная хрупкость притязаний графа на престол, а также изображённая Боуэром почти всеобщая поддержка прав Роберта на корону, привели к тому, что современные исследователи рассматривают эпизод с мятежом Дугласа как оппортунистическое и почти легкомысленное предприятие, с помощью которого он пытался добиться от Стюарта каких-то уступок, прежде чем признал его права на престол. С этим не согласен С. Бордман, который отмечает, что ничем не подкреплённое выступление Дугласа против предполагаемого будущего короля было бы политическим безрассудством и, несомненно, не заслуживало тех уступок, которые Роберт сделал графу и его сторонникам, чтобы положить конец неповиновению. По его мнению, выступление Дугласа поддержали те, кто стремился защитить свои владения и титулы, полученные во время правления Давида II, поэтому Стюарт видел в подобных действиях реальную политическую угрозу.
Если бы самый могущественный магнат в землях к югу от Форта поднял бы в 1371 году восстание в поддержку прав Баллиолов и Коминов, это могло стать серьёзной проблемой для Стюарта, поскольку на шотландский престол претендовал Эдуард III. Позиция Дугласа могла вызвать интерес английского короля, который мог вновь вмешаться в споры за шотландское наследство и либо поддержать Дугласа, либо лично предъявив права на престол. Возобновление притязаний на шотландскую корону от имени Коминов могло вызвать интерес Генриха, сына Джона Гонта, который через мать был прямым потомком этого рода. Именно происхождение жены Джона Гонта от Коминов было одним из аргументов для его возможного принятия в 1364 году в качестве наследника шотландского престола. С. Бордман полагает, что выдвигая претензии от имени Коминов и Баллиолов, Дуглас, возможно, не претендовал на трон лично, а угрожал возрождением единственной политической альтернативы Стюартам, которая серьёзно рассматривалась в предыдущее десятилетие — признание наследником Давида II или Эдуарда III, или Джона Гонта. И условия договора, который Роберт уже после коронации в 1371 году заключил с королём Франции Карлом V, вероятно, выдают его озабоченность новым возможным вмешательством английской короны в спор о престолонаследии в Шотландии. Хотя Эдуард III до 17 марта 1371 года, несомненно, поддерживал контакты с недовольными членами королевского двора Давида II, стареющий король не жаждал вновь встревать в шотландскую авантюру. Джон Гонт, которого минимум дважды выдвигали в качестве возможного наследника, в это время был королевским наместником в Аквитании и не мог лично вмешиваться в шотландские дела. Осенью 1371 года он женился на Констанции, наследнице короля Кастилии Педро I, после чего втянулся в испанские дела и погоню за кастильской короной.
Вне зависимости от причин, побудивших Дугласа противодействовать вступлению Стюарта на престол, его планам помешали те люди, которые определяли политику королевского двора в последние годы правления Давида II — сэр Роберт Эрскин, Джордж Данбар, граф Марч, и Джон Данбар, лорд Файф. Эндрю Уинтонский сообщает, что Эрскин привёл большой отряд на собрание Дугласа в Линлингтоу, где к нему присоединились братья Данбары, и неожиданно выступил в поддержку прав Стюарта. Учитывая события 1369—1371 годов, Эрскин и братья Данбары не были политическими союзниками Роберта. Они отнюдь не были в патриотическом ужасе от возможного вмешательства Эдуарда III или Джона Гонта, поскольку за 8 месяцев до этого были в Лондоне, получая заём от английского казначейства. В контексте попыток Стюарта обеспечить контроль над Шотландией их вмешательство было очень важным. Роберт Эрскин в это время был смотрителем важных королевских замков — Стирлингского и Эдинбургского, что делало его очень значимой фигурой в королевстве. Вероятно, что Дуглас рассматривал его и братьев Данбаров, у которых были основания опасаться за свои владения, в качестве союзников в борьбе против Стюарта. Их отказ поддержать мятеж ограничил его политические возможности. С учётом того, что перспективы немедленной английской интервенции отсутствовали, восстание прекратилось. Нет никаких свидетельств о военных столкновениях; на основании сообщений хроник С. Бордман делает вывод, что граф стазу же вступил в переговоры со Стюартом. Тот же желал скорейшего политического урегулирования, явно стремясь избежать длительной конфронтации с Дугласом, которая могла отсрочить коронацию и привести к вмешательству англичан, что было отмечено в франко-шотландском договоре, заключённом в июне 1371 года.
В результате уступок сын и наследник графа, сэр Джеймс Дуглас, который был, вероятно, посвящён в рыцари лично Робертом во время коронации, женился на королевской дочери Изабелле. По условиям брачного контракта, он получил ежегодную ренту в 100 мерков из доходов от королевской таможни. После брака он получил и единовременную выплату в 500 фунтов. Сам граф Дуглас при новом короле преуспевал. К 23 января 1372 года он стал юстициарием в землях к югу от Форта (Лотиана), сменив Роберта Эрскина, занимавшего эту должность при Давиде II. Совокупный доход отца и сына от должностей и рент составлял почти 370 фунтов. В итоге, после кризиса 1371 года граф значительно укрепил своё юрисдикционное, социальное и финансовое положение, а его политическое первенство в Южной Шотландии стало неоспоримым. Брачный союз с Дугласами, вероятно, стал одной из подобных сделок, которые Роберт заключил в 1371 году, чтобы заручиться лояльностью и поддержкой магнатов, которые оказались в оппозиции к Стюартам из опасения, что новый король лишит их территориальных приобретений.
В результате достигнутого соглашения с Дугласом возведение Стюарта на престол прошло гладко. Коронация нового короля, принявшего имя «Роберт II», состоялась 27 марта 1371 года в Скуне. Граф Дуглас и его сын Джеймс присутствовали на ней. Однако на коронации отсутствовали некоторые важные фигуры. Традиционно на ней важную роль играл граф Файф — старший из шотландских графов. Однако в 1371 году лордом Файфа был Джон Данбар, который, несмотря на оказанную Роберту II поддержку, относился к новому королю весьма холодно. С. Бордман считает, что шотландские хроники могут преувеличивать роль братьев Данбаров в возведении Стюарта на престол, а также несомненно искажают характер политических отношений между ними и новым монархом, поскольку к 30 марта стало очевидно, что ни Роберт II, ни его сыновья не желали признавать законность претензий Джона на титул лорда Файфа. В итоге братья Данбар не были свидетелями ни в одной из хартий, составленных после 27 марта, хотя печать графа Марча была приложена к документу, подтверждающего права Джона, графа Каррика, на наследование короны после смерти Роберта II. С. Бордман считает, что, вероятнее всего, традиционные церемониальные обязанности графа Файфа на коронации Стюарта выполняла Изабелла, графиня Файф.
На собравшемся после коронации парламенте новый монарх сделал новые уступки — на этот раз сэру Арчибальду Дугласу, лорду Галлоуэю, и сэру Джеймсу Дугласу из Далкита, которые были верными сторонниками Давида II и, возможно, участвовали в демонстрации силы графа Дугласа. Учитывая свои проблемы с восхождением на престол, Роберт II сразу же назначил старшего сына Джона, графа Каррика, своим преемником, заставив собравшихся прелатов и магнатов признать право наследовать ему после смерти, а также пообещать поддерживать его права на престол. Были также составлены нотариальные акты, которые фиксировали согласие трёх сословий на порядок наследования, к которым были приложены печати всех присутствовавших дворян и священнослужителей, «чтобы никто в будущем не мог притвориться невежественным в этом вопросе».

### Самостоятельное правление (1371—1384)
В момент восхождения на трон новому монарху было около 50 лет. Многие исследователи считали, что именно возраст был причиной того, что правление Роберта II хронисты называли «тусклым и бесцельным». С. Бордман не согласен с этими оценками, отмечая, что проведённый им анализ указывает на более позитивную оценку правления первого монарха из династии Стюартов, направленного в первую очередь на обретение финансовой и политической стабильности королевства, а его дипломатия добилась относительных успехов.
Правление Роберта II, судя по источникам, не создавало той политической напряжённости, которая была характерна во время царствования Давида II. Первое десятилетие после восхождения нового монарха было особенно мирным. По мнению С. Бордмана, этому способствовало несколько факторов. В первую очередь у Роберта II был личный подход к управлению, который, возможно, был связан с его первостепенным стремлением утвердить свою династию на королевском троне, сделав её права неоспоримыми. Получив трон в весьма почтенном возрасте, он, судя по источникам, не придавал особого значения эксплуатации прав короля, связанных с его саном. Вместо этого новый монарх использовал своих родственников, в первую очередь, трёх взрослых сыновей, чтобы расширить сеть брачных союзов для укрепления личной власти на местах. Двое старших сыновей, Джон, граф Каррик, и Роберт, граф Файф, были активными фигурами в королевской администрации и стали хранителями главных королевских замков — Эдинбургского и Стерлингского. Третий сын, Александр, лорд Баденох, был фактическим королевским наместником на севере королевства. Из-за примирительного подхода Роберта II к местным интересам и влиянию других магнатских семей увеличение роли Стюартов в королевском правительстве не вызывало споров. Лица, терявшие должности или титулы в пользу королевских сыновей, обычно получали щедрую компенсацию из королевских ресурсов. Король практически не пытался подрывать власть магнатов в их собственных владениях, предпочитая использовать их власть и привязывая к королевской династии через брачные союзы. Благодаря бракам своих дочерей, заключённым до и после восхождения на престол, монарх установил личные и политические связи со многими важными шотландскими дворянами. Они входили в состав королевской администрации и регулярно выступали свидетелями королевских хартий. Если во время правления Давида II в генеральном совете преобладали придворные рыцари и оруженосцы, чья власть и влияние во многом зависели от благосклонности короля, генеральный совет Роберта II, судя по источникам, состоял из крупных региональных магнатов, которые в силу своего статуса имели власть в своих владениях.
Став королём, Роберт II продолжал следовать по тому политическому пути, который он наметил ещё до восхождения на трон. Первостепенное значение для него имела защита интересов семьи, но методы, которые он использовал для достижения этой цели, были осторожными и консервативными. Став монархом, Роберт проявлял нежелание вмешиваться в дела крупных магнатов или препятствовать их территориальным амбициям, за исключением случаев, когда этого требовали интересы семьи. С. Бордман полагает, что такой подход был понятной реакцией на проблемы, проявившиеся во время его восхождения на престол в 1371 году, поскольку в интересах новой династии нужно было добиться относительного политического спокойствия. Созданный Робертом II тайный совет сразу же отразил интересы крупных магнатов. Кроме двух его старших сыновей, графа Каррика и графа Ментейта, в первых королевских хартиях в качестве свидетелей присутствуют граф Дуглас и его шурин, Томас, граф Мар, сэр Роберт Эрскин, сэр Александр Линдси. Вскоре имя графа Мара из хартий исчезает, его место в совете занял сэр Джеймс Линдси, который приходился племянником не только Александру, но и самому Роберту II. Все крупные магнатские группы, которые были вовлечены в беспорядки 1371 года, продолжали занимать места в генеральном совете, а также имели право голоса при распределении королевских патронажей.
Одним из территориальных приобретений семьи Роберта II после восхождения на престол стало графство Файф, на которое Стюарты претендовали после смерти его второго сына Уолтера, мужа Изабеллы, графини Файф, переданного волей Давида II Джону Данбару. 30 марта 1371 года она заключила соглашение с Робертом, графом Ментейтом, третьим сыном Роберта II, по которому тот официально признавался наследником графства Файф. По заключённому соглашению 1371 года между Изабеллой и графом Ментейтом говорилось, что тот должен вернуть себе графство, которое её принудили отдать, что было ссылкой на пожалование Давидом II Файфа Джону Данбару в 1369/1370 году. Спор между королевским сыном и Данбаром продолжался до марта 1372 года, когда Роберт II заключил крупную территориальную сделку. По её условиям король признал, что Джордж и Джон Данбары имеют право на часть наследства Рэндольфов, которые носили титулы графов Морей, а также лордов Аннандейла и Мэна, поскольку их мать была сестрой Джона Рэндольфа, последнего графа Морея, погибшего в 1346 году в битве при Невиллс-Кроссе. В итоге на заседании парламента, собравшегося 9 марта 1372 года, Джон Данбар и его супруга Марджери, дочь Роберта II, получили во владение графство Морей, за исключением маноров Лохабер, Баденох и замка Уркхарт, которые уже были переданы лорду Островов и сыновьям короля Александру и Давиду. Это владение должно было стать наследственным, поскольку было прописано, что в случае отсутствия у супругов наследников оно должно было перейти к Джорджу Данбару, графу Марч, и его наследникам. Вероятно, что в рамках урегулирования вопроса о графстве Файф граф Марч получил другие части наследства Рэндольфа — королевский манор Аннандейл и претензии на остров Мэн, поскольку уже в 1372 году он называл себя лордом Аннандейла и Мэна. Примерно в это же время Роберт, граф Ментейт, стал использовать титул «граф Файф и Ментейт». Благодаря переходу к Стюартам графства Файф Роберт II косвенно усилил контроль над королевской властью. С. Бордман не исключает, что при обмене Файфа на владения Рэндольфов король использовал политическое принуждение, если верить более поздней истории о том, что монарх выдвигал на заседании парламента в Перте обвинение Джона Данбара об «измене» за совращение в 1370 году его дочери.
Постепенно снижалось влияние и главного союзника Данбаров — Роберта Эрскина, которого постепенно лишали должностей, поскольку король и его сыновья всё больше влияли на управление королевством. 7 февраля 1373 года Роберт, граф Файф, получил наследственную опеку над замком Стерлинг с ежегодной рентой в 200 мерков, ранее принадлежавшую Эрскину. Было заключено соглашение, по которому королевский сын обязался быть добрым и верным лордом для сэра Роберта, его сыновей, брата и людей, защищать их интересы в его владениях и рентах. Оно было явно направлено против недовольства Эрскинов, терявших после 1371 года по воле короны должности. В 1371 году сэр Роберт лишился ещё и должности юстициария Лотиана, в 1372 году — опеки над Эдинбургским замком, переданной графу Каррику, не позднее февраля 1374 года — должности шерифа Эдинбурга, которая была передана сэру Малькольму Флеммингу, соратнику графа Каррика. В начале 1373 года Роберт II отобрал у Эрскина ещё и пожалованную им в 1357 году баронию Эднам, которую передал сэру Джеймсу Дугласу, наследнику графа. Сэр Роберт продолжал оставаться хранителем большой королевской печати.
По мнению С. Бордмана, большая часть негативных моментов, связанных с политическим контролем Роберта II над Шотландией, по большей части была вызвана деятельностью его сыновей, особенно Александра и Уолтера, уже после смерти короля. Королевская же политика в 1370-е годы, направленная на территориальное и политическое упрочнение власти королевских сыновей, как считает историк, явно рассматривалась монархом как самый эффективный способ закрепить положение династии в королевстве. Усиление положения принцев было ключевой частью процесса консолидации королевской власти, но контролировалось лично королём. Историк указывает, что с учётом проблем, с которыми Роберт II столкнулся при восхождении на престол в 1371 году, его политика по продвижению семьи была ограничена определёнными политическими рамками. Далеко не всегда родственники короля становились могущественными магнатами, а в случае, если Роберт II отбирал владение или должности, он предлагал за них значительную территориальную и финансовую компенсацию.
В 1370-е годы правительство Роберта II обладало достаточными финансовыми возможностями, чтобы широко и щедро распространить своё покровительство. В первую очередь рост доходов короны обеспечивался увеличением экспорта шотландской шерсти, что увеличивало доходы от большой таможни. Она обеспечивала источник денежных пенсий и рент для офицеров, вассалов и родственников короля. К государственным ресурсам королевства во время правления Роберта II оказалось меньше требований, поскольку в состав коронных земель были включены обширные наследственные владения Стюартов. Судя по местам и датам королевских хартий, новый монарх продолжал широко использовать свои маноры в Перте и вокруг него, а также в заливе Ферт-оф-Клайд. После смерти Эдуарда III в 1377 году Роберт II приостановил выплату выкупа английской короне за освобождение Давида II, которая оказывала негативное влияние на шотландскую политику в 1360-е годы. Королевская администрация во время правления первого монарха из династии Стюартов финансово была достаточно эффективной, что в том числе связано с тем, что после восхождения на трон он нанял большую часть администраторов и клерков покойного короля. Известно, что некоторые из них сделали успешную карьеру во время правления Роберта II.

### Расширение власти Стюартов в Шотландии
После того как Роберт II стал королём Шотландии, королевская семья начала стремительно расширять политическое и территориальное влияние на территории к северу от Форта. К 1371 году семья контролировала графства Атолл, Стратерн и Ментейт, а также маноры Метвен и Баденох. Стюарты превратились из рода, территориальные и политические амбиции которого ограничивались в основном землями в районе Ферт-оф-Клайда, в самую могущественную магнатскую семью в Пертшире и Центральном Хайленде. Получение Робертом II шотландской короны позволило его сыновьям укрепить и расширить и так уже внушительные владения. Старший сын и наследник, Джон, граф Каррик, унаследовал родовые земли в Западной Шотландии, власть в которых Стюартов была неоспорима. Он был единственным членом семьи с владениями к югу от Форта. Младшие же сыновья Роберта II, владевшие землями к северу от Форта, оказались в более конкурентной среде. После смерти Уолтера Стюарта в 1362 году основной опорой семьи здесь стал третий сын, Роберт, который с 1372 года носил титулы графа Файфа и Ментейта, а также имел владения в Юго-Западном Хайленде. Его территориально-политические амбиции были в основном сосредоточены на укреплении власти вокруг Ментейта. В 1370-е годы он добился территориальных приобретений в тех районах Пертшира, которые граничили с его землями. Доминирующее положение графа Файфа в регионе укрепилось в 1373 году, когда он стал констеблем королевского замка Стерлинг и, возможно, шерифом Стерлинга. Его положение в Ментейте было важно и для управления королевством, поскольку позволяло доминировать в графствах Леннокс и Аргайл, распространяя свои интересы на запад. Роберт стал важной фигурой в королевской администрации отца и могущественным территориальным магнатом, влияние которого распространялось по всей Центральной Шотландии от Файфа на востоке до Леннокса на западе.
Следующий по старшинству сын, Александр, лорд Баденоха, известен в шотландских хрониках под прозвищем «Волк из Баденоха». Это владение он унаследовал от отца, который, судя по источникам, смог привязать его к семье после второго брака с Ефимией Росс. Баденох был одним из хайлендских маноров, входивших в состав графства Морей. После того, как в 1368 году эти владения оказались в руках Роберта II, ими от его имени управлял Александр. Стиль его управления Баденохом вызывал серьёзное недовольство политиков; в июне 1368 года на заседании шотландского парламента Давид II приказал Роберту Стюарту и двум его старшим сыновьям взять обязательство контролировать деятельность жителей своих владений и не допускать перемещения по ним «злоумышленников» и не предоставлять им убежища. С. Бордман полагает, что, скорее всего, виноват в этом был Александр, поскольку в конце 1368 года он вместе с отцом был заключён под стражу в Лох-Левене, предположительно, за невыполнение решений июньского парламента. После коронации Роберта II его четвёртый сын получил титул лорда Баденоха с правом опеки над замком Лохиндорб, что оказалось серьёзным ударом по попыткам урегулирования политической ситуации в графстве Морей, которые в последние годы своего правления предпринимал Давид II. Александр так и не получил титул графа Морея, на который он, вероятно, рассчитывал.
Хотя из-за необходимости оказывать покровительство и другим своим сыновьям, король ограничил власть Александра, тот начале 1370-х годов воспользовался кризисом местного самоуправления в Центральном Хайленде, расширив свою политическую и территориальную власть и добившись господства в Северной Шотландии. 7 октября 1372 года Александр получил ещё и должность королевского наместника на территориях, охватывавших всю Шотландию к северу от границ графства Морей и до Пентленд-Ферта, а также владения, подчинённые шерифу Инвернесса за пределами Морея. В его подчинении оказались огромные территории, включая графства Росс, Сазерленд и Кейтнесс, а также гэльские графства, расположенные к западу. К 1373 году он утвердился как крупный территориальный магнат, власть которого распространялась на Центральный и Северный Хайленд. Отец использовал его и для упрочнения контроля Стюартов над Северным Пертширом. В результате Александр действовал в 1370-е годы как главный политический представитель короны и вершитель королевского правосудия на территории Шотландии, простиравшейся от Северного Пертшира до Пентленд-Ферта. Его собственные владения были разбросаны по той же огромной территории — от Кайтнесса до Ранноха и Страт-Туммела. Управление крупными владениями требовало немалой энергии, поэтому Александр во время правления отца нечасто бывал при королевском дворце.
Александр долгое время не имел титула, соответствующим его положению и размеру владений, хотя графским титулом обладали не только его старшие братья, но и младший, Давид, граф Стратерн и Кайтнесс. Эту возможность ему в феврале 1382 года предоставила смерть Уолтера Лесли, мужа Ефимии, графини Росс. Александр уже к апрелю оказался в окружении овдовевшей графини и к концу года женился на ней. С. Бордман полагает, что беспокойство из-за наследства Россов и поведения лорда Баденоха могло стать причиной созыва в июне 1382 года парламента в Эдинбурге. Любые попытки противодействовать браку королевского сына были обречены, поскольку Роберт II, судя по источникам, всячески его поддерживал. 22 июня он лично прибыл в Инвернесс, чтобы проследить за передачей владений Ефимии под управление Александра. Лорд Баденох получил баронию Кингедвард, которая включала в себя северную половину исторического графства Бьюкен, которое было разделено Робертом I после смерти без мужского потомства Джона Комина, графа Бьюкена. В течение двух дней Алесандр получил титул графа Бьюкена, а также королевское подтверждение на все земли, переданные ему 24—25 июля графиней Росс. По условиям заключённого соглашения титул графа Росса был пожизненно передан Александру Лесли, её сыну от брака с Уильямом Лесли, все же остальные владения должны были унаследовать дети, родившиеся в браке Ефимии и графа Бьюкена; только в случае отсутствия детей его пасынок мог получить наследство матери. В 1387 году Александр Стюарт получил ещё и должность юстициария земель к северу от Форта, которую ранее занимал умерший в 1381 году Александр Линдси из Гленеска, на которую рассчитывали представители кланов Лесли и Линдси. В итоге было подтверждено положение графа Бьюкена как самой влиятельной фигуры в Северной Шотландии.
Одним из пунктов территориальной политики Роберта II в Северной Шотландии, вероятно, было предоставление высокодоходного графства Стартерн Давиду — старшему из сыновей, родившихся во втором браке с Ефимией Росс. С. Бордман полагает, что получение владений в Северной Шотландии было связано с политическим влиянием матери. Произошло это ещё до восхождения Роберта II на престол — незадолго до 1371 года, кода Давид был ещё несовершеннолетним. Не позднее 28 декабря 1377 года он получил титул графа Кейтнесса, на что, вероятно, тоже повлияла мать. С. Бордман полагает, что Роберт II, вероятно, намеревался разделить власть в этом регионе между лордом Баденохом и графом Стратерном. Позже Давид оказался тесно связан с кланом Линдси, женившись в конце 1370-х или начале 1380-х на одной из дочерей Александра Линдси из Гленеска. После захвата старшим братом Александром баронии Уркхарт он оказался среди тех, кто выражал недовольство поведением королевского наместника.
Не остался без земель и самый младший из сыновей Роберта II — Уолтер: благодаря женитьбе на наследнице лорда Бречина он получил значительные владения к северу от Форта. После смерти отца он получил титулы графа Атолла и Кетнесса, став одним из самых могущественных и безжалостных магнатов эпохи Стюартов, но это случилось уже во время правления короля Якова I.
Хотя к 1382 году Стюарты добились влияния в Шотландских землях, расположенных к северу от Форта, по мнению С. Бордмана, масштабы и скорость получения ими новых владений после 1371 года преувеличены. Историк полагает, что большинство земельных приобретений Роберта II в этот период представляет собой подтверждение и перераспределение владений, приобретённых им и его семьёй ещё до того, как он стал королём. Политические обстоятельства его воцарения, личные предпочтения монарха и коллапс местного самоуправления в Северо-Восточной Шотландии привели к тому, что политический и географический центр Шотландского королевства во время правления Роберта II сместился в Пертшир и Стюартри. Историк высказал предположение, что, возможно, этот факт объясняет враждебную характеристику короля, которую ему дал Жан де Фруассар, писавший, что Роберт II был человеком, мало интересовавшимся англо-шотландскими войнами и дипломатией и не имевшим на них влияния, который в критические моменты бросал все дела, чтобы отправиться в Хайленд.

### Путешествия короля по Шотландии
В отличие от своего предшественника, Давида II, который в основном жил в Эдинбурге, Роберт II в первые 10 лет своего правления большинство хартий издавал в Пертшире и его окрестностях: в Перте, Скуне или королевской резиденции в Метвине. Король немало времени проводил и в родовых владениях Стюартов в Ренфру, Бьюте и Айршире. Он часто бывал в Портенкоссе, где, вероятно, останавливался во время поездок на островные владения в заливе Клайд.
В ежегодных поездках Роберта II по Шотландии С. Бордман отметил ряд закономерностей. В мае монарх посещал Бьют, возможно, во время празднования памяти двух самых важных святых острова — Брендана и Бриака. В августе король отправлялся в охотничьи угодья в окрестностях Киндрохита, а поздней осенью — в Килвингское аббатство. На основании известных маршрутов королевских путешествий историк сделал несколько выводов. По его мнению, тот факт, что Роберт II вместе со своей свитой большую часть времени проводил в своих владениях, связан с тем, что королевская власть не требовала от его подданных больших затрат на материальное обеспечение двора. Возможно, реализация королевского права на припасы могла вызвать недовольство населения. Второй причиной историк считает огромные территориальные ресурсы Стюартов, которые в какой-то мере противодействовали долгосрочному снижению земельной базы шотландской короны, что имело место в XIV веке. Наличие богатых собственных владений и растущие доходы от королевской таможни позволили Роберту II отказаться от старой системы увеличения коронных земель. Вместо этого он раздавал земли в качестве патронажа крупным представителям местной знати.
Ещё одним отличием от предшественника стала политическая и социальная жизнь Роберта II. Давид II в основном жил в Лотиане, а его двор находился под сильным влиянием рыцарства и Крестовых походов. Политическое и личное окружение покойного монарха составляли в основном выходцы из Ангуса, Файфа и Лотиана. Главной же страстью Роберта II была охота. Ряд его хартий были изданы в разных местах горного Пертшира и некоторых других областей, известных в качестве охотничьих угодий. У короля были тесные связи с гэльским аристократическим сообществом, в котором было распространено восхваление охотничьей доблести в поэмах, сочинённых гэльскими бардами для своих знатных покровителей.

### Возникновение проблем в начале 1380-х годов
В течение первых 10 лет правления Роберта II политической напряжённости в королевстве практически не было. Сочетание осторожной и приемлемой для всех политики с финансовой безопасностью привело к правлению, которое устраивало всех вплоть до середины 1380-х годов. Однако с начала 1380-х годов возникли некоторые спорные вопросы. Во-первых, король практически не реагировал на жалобы, касающиеся деятельности его сына Александра в качестве королевского наместника в Северной Шотландии, хотя и не исключено, что подобное поведение могло вызвать у него недовольство. Во-вторых, возникали конфликты со старшим сыном Джоном, графом Карриком, который, судя по источникам, становился всё более нетерпимым в доминировании отца в королевском управлении. Тот заручился поддержкой южношотландских баронов, которые в целом были заинтересованы в войне с Англией. Возможно, что сыграли свою роль и методы управления графа Бьюкена Северной Шотландией, которые давали ему власть на местах, но вызывавших недовольство местных жителей.
Огромные территориальные приобретения Александра Стюарта, которые он получил в 1382 году за счёт наследника графини Росс, вызывали недовольство лидера кланов Лесли и Линдси — сэра Джеймса Линдси, лорда Кроуфорда. В итоге 4 ноября 1382 года он убил Джона Лайона, тана Гламиса, зятя Роберта II. С. Бордман считает, что причиной этого послужило недовольство королевской политикой в Северной Шотландии. Убийство Лайона, по мнению С. Бордмана, стало первым серьёзным проявлением соперничества между графом Карриком с собственными фаворитами Роберта II. Сэр Джеймс Линдси был одним из ближайших соратников королевского наследника. Хотя он, несомненно, навлёк на себя королевский гнев, его смогли защитить могущественные покровители. Также сэр Джеймс был тесно связан и с графом Дугласом. Их интересы переплелись после того, как последний в 1377 года унаследовал графство Мар, а также стал любовником Маргарет Стюарт, графини Ангус, вдовы Томаса, графа Мара. Граф Дуглас желал обеспечить наследование Ангуса родившимся от этой связи сыном Джеймсом, что привело его к союзу с Алексанром Линдси из Гленеска, приходившимся родственником его любовнице. Территориальная и политическая власть коалиции Дугласов, Линдси и Лесли была огромной: они владели должностями юстициария земель и к северу, и к югу от Форта, графствами Дуглас, Мар и Росс, а также контролировали Ангус. Политика Роберта II, проводимая им в Северной Шотландии, нанесла вред их коалиции. С учётом их связей с наследником престола ситуация стала гораздо более опасной.
К 1382 году при королевском дворе вокруг графа Каррика фактически сформировалась теневая администрация, представители которой готовились к его восшествию на трон, и которая всё сильнее влияла на королевскую политику и правительство. Наследник престола не был влиятельным магнатом в Южной Шотландии. С. Бордман отмечает, что традиционное представление о графе Каррике как о неамбициозном и «ленивом» человеке, неспособном выполнять королевские обязанности и не заинтересованном в них, в настоящее время полностью опровергнуто. По его мнению, наследник престола, которому в этот период исполнилось 45 лет, жаждал власти и был к ней готов. Проводимая отцом политика и королевское покровительство разным людям, вероятно, разочаровывали энергичного и амбициозного королевского сына и его союзников. Его правление в 1384—1388 годах было полностью основано на поддержке коалицией Дугласов, Лесли и Линдси. С. Бордман сделал вывод, что наделение Александра Стюарта властью в Северной Шотландии имело серьёзные политические последствия для Роберта II. Его власть в некоторых областях, таких как Росс и Сазерленд, была основана на малолетстве их законных наследников, поэтому рано или поздно была бы оспорена.
Наследник Роберта II был тесно связан (в том числе и через династические браки) с воинственными представителями аристократии шотландского пограничья. С учётом того, что граф Каррик был главным представителем Шотландии на англо-шотландских переговорах на протяжении 1370-х и 1380-х годов, его статус регионального сюзерена земель к югу от Форта, а также его роль в качестве лидера и координатора действий пограничной знати по защите королевства, была признана незадолго до 21 июня 1381 года, когда он был утверждён в должности королевского «наместника в походах». Могущество графа Каррика в Южной Шотландии возрастало и всё больше привязывало к нему магнатов пограничья, в том числе и тех, кто враждебно относился к восхождению Роберта II на престол. А важное, но не главенствующее, положение наследника в системе управления королевством делало его центральным персонажем при любом недовольстве политикой и покровительством шотландского монарха.

### Отношения с Англией в 1371—1384 годах
В современной историографии значительно пересмотрена роль Роберта II в англо-шотландских войнах. Негативный образ, создавшийся по отношению к шотландскому королю, исходит из рассказа о судьбе французского экспедиционного корпуса под командой Жан де Вьенн, который в 1385 году высадился в Шотландии, чтобы помочь шотландцам во вторжении в Северную Англию. Эту историю приводит в своей хронике Жан Фруассар, который крайне негативно описывает шотландского монарха, что оказало сильное влияние на историческую репутацию Роберта II. Как отмечает С. Бордман, данная Фруассаром шотландскому королю характеристика слабого и трусливого человека, желающего мира, которого игнорируют его собственные магнаты, которые вне зависимости от королевского желания ведут пограничные войны, почти наверняка отражает политическую пропаганду, которые вели сторонники графа Каррика, старшего сына монарха, которые занимал роль хранителя Шотландии после 1384 года. Однако у шотландских хронистов Эндрю Уинтонского и Уолтера Боуэра описание характера и достижений Роберта II гораздо более позитивная. У них основной акцент сделан на то, что во время правления первого Стюарта шотландцы успешно вернули захваченные англичанами земли в Южной Шотландии. По мнению Бордмана, свидетельства хронистов показывают, что Роберт II после смерти в 1377 году Эдуарда III вёл всё более агрессивную и успешную внешнюю политику, которая была направлена на возвращение захваченных ранее земель и замков. Историк указывает, что, хотя король мог не соглашаться со старшим сыном и воинственными представителями пограничной шотландской знати по конкретным военным действиям в 1384—1385 годах, он согласовал с французами общую стратегию военного сотрудничества. В современной историографии надёжность известий Фруассара о кампании 1385 года была подвергнута серьёзному сомнению А. Грантом, который привёл ряд аргументов в пользу того, что король руководил королевством во время пограничных войн 1370-х — начала 1380-х годов.
В тот момент, когда Роберт II пришёл к власти в 1371 году, англо-шотландские войны, которые доминировали в политической жизни в Шотландии с конца XIII века, временно утих, однако так и не был окончательно разрешён. Главные замки в Южной Шотландии — Бервик, Роксбург, Джедбург и Лохмабен — контролировались английскими гарнизонами, образуя военную и административную основу для управления оккупированной территории. Она включала в себя завоевания Эдуарда III во время правления Давида II — Берикшир, Тевиотдейл, Роксбургшир и половину Аннандейла. По условиям 14-летнего перемирия, заключённого в 1369 году и которое вступило в силу 2 февраля 1370 года, шотландцы также были обязаны выплачивать ежегодно 4 тысячи мерков в качестве выкупа за короля. До самой смерти Эдуарда III шотландцы в целом соблюдали это соглашение. Однако постоянного мира так и не было заключено; оба королевства по сути были враждебны друг к другу, поскольку имелись нерешённые территориальные и политические проблемы — в первую очередь, оккупированная англичанами часть Южной Шотландии.
Личные отношения Роберта II и Эдуарда III не были особо дружественными и не походили на отношения английского короля со своим шурином Давидом II. Новый шотландский король не имел опыта своего предшественника по общению с английским двором, а также не разделал увлечения своего предшественника рыцарской этикой крестовых походов. Эдуард III представлял собой угрозу престолонаследию Стюартов. Сразу после восхождения на престол Роберт II отправил посольство ко двору французского короля Карла V, в результате которого был возобновлён франко-шотландский союз. По условиям договора французы обещали шотландцам помощь и советы против короля Англии, шотландцы обещали оказать помощь Франции в случае возобновления англо-французской после окончания срока перемирия или если англичане нарушат перемирие. Данный союз был оборонительным и позволил Роберту II получить могущественного союзника, который мог помочь его королевству в случае новой английской интервенции. Было отклонено предложение французского короля выплатить Эдуарду III оставшуюся часть выкупа за Давида II и отправить французский экспедиционный корпус в Шотландию.
В 1372 году возник спор из-за формы обращения английского короля к Роберту II. Когда в июне шотландские представители явились в Берик, чтобы передать выкуп, они отказались принять английскую расписку, поскольку Эдуард III именовал своего английского коллегу не королём Шотландии, а кузеном. Англичане аргументировали это тем, что Давид II принимал расписки в такой форме, на что шотландцы отвечали, что тот делал это только из уважения к английскому монарху. Спор о стиле расписок сошёл на нет в декабре, поскольку Эдуард III отказался менять формулировку документов. С. Бордман отмечает, что подобное указывает на новые и более враждебные отношения между королями соседних государств. Не было никаких признаков того, что Роберт II и, особенно, шотландские магнаты, владения которых находились в пограничье, смирятся с окончательной потерей шотландских территорий. Король, который прочно обосновался в Пертшире, не мог лично возглавлять рыцарей из Лотиана. В итоге с самого начала его правления ведение военных действий и дипломатических переговоров легло на двух его старших сыновей — графов Каррика и Файфа. Однако в долгосрочной перспективе это создавало опасность того, что наследник короны захочет проводить самостоятельную политику.
В 1377 году умер Эдуард III, которого сменил малолетний внук Ричард II. Однако уже в середине 1370 годов, когда было очевидно, что тот долго не протянет, пограничные шотландские бароны начали поэтапную кампанию против английских анклавов на оккупированной территории Шотландии. С. Бордман полагает, что Роберт II негласно её поддерживал. Уже в 1375 году Джордж Данбар, граф Марч, который претендовал на оккупированную англичанами часть Аннандейла, усилил давление как на эту область, так и на Берикшир. А после смерти Эдуарда III набеги на оккупированные шотландские земли усилились. Хотя Роберт II не планировал широкомасштабное наступление на Англию, шотландские магнаты старались максимально осложнить жизнь англичанам в пограничье. Выплата оставшейся части выкупа за Давида II была прекращена.
Несмотря на постоянные трансграничные набеги шотландцев, заключённое в 1369 году перемирие продолжало оставаться официальной основой для англо-шотландской политике. Хотя время от времени предпринимались попытки восстановить его эффективность, в период 1377—1380 годов шотландцы постепенно начали возвращать себе завоёванные англичанами земли в Берикшире, Роксбургшире, Тевиотдейле и ряде других мест. На основании имеющихся документов С. Бордман делает вывод, что Роберт II, как и его наследник, граф Каррик, были готовы одобрить и поощрить эти завоевания. Анонимный хронист, из работы которого Эндрю Уинтонский и Уолтер Боуэр черпали свои рассказы о пограничных войнах 1370-х — 1380-х годов, описывает непрекращающуюся череду набегов и контрнаступлений шотландцев. Их успехи в этот период в некоторой степени отражены и в английских хрониках.
В январе 1382 года Роберт II совершил редкое в своей королевской биографии путешествие в Южную Шотландию, где 13 января в Эдибредшелисе недалеко от Селкерка выдал хартии о дарениях ряду приверженцев графов Каррика и Дугласа. Его присутствие в этом регионе, по мнению С. Бордмана, должно было укрепить здесь королевскую власть. Историк полагает, что Эдибредшелис был основным центром, откуда граф Дуглас координировал набеги на оккупированные территории, а появление здесь Роберта II представляло собой символический акт. К февралю король вернулся в Пертшир, но поощрение пограничной знати отвоёванными землями продолжалось и после этого.
12 июня 1383 года граф Каррик встретился на границе с Джоном Гонтом для переговоров о компенсации англичанам за ущерб, нанесённый при нарушении перемирия графом Марчем, но нет никаких свидетельств того, что стороны договорились о продлении истекающего через 8 месяцев великого перемирия 1369 года. Судя по имеющимся источникам, Роберт II и его советники не особо наделялись на его продление. В итоге 20 августа 1383 года шотландцы заключили договор с правительством французского короля Карла VI о том, что Франция готова в случае начала англо-шотландской войны готова поддержать Шотландию войсками и деньгами. С Бордман полагает, что, возможно, заключение военного союза было следствием изменения английской политики английского правительства, которое вместо утихшей в это время войны на континенте сосредоточилось на расширении власти короля на Британских островах. Историк указывает, что, несмотря на успехи в пограничных войнах 1377—1380 годов и освобождение некоторых шотландских территорий от английского контроля нет указаний на то, что Англия готова отказаться от своих прав на них; шотландцы были больше заинтересованы в обострении пограничного конфликта. Сохранение или продление 14-летнего перемирия для Шотландии было не особо привлекательно, поскольку несмотря на все успехи за прошедшее после смерти Эдуарда III время правительство Ричарда II не предложило никаких уступок.
В начале февраля 1384 года шотландцы предприняли полномасштабное наступление на оккупированные территории, не подозревая, что незадолго до этого французы заключили с англичанами перемирие до 1 октября 1384 года. В результате был отвоёван замок Лохмабен в Аннандейле, а Тевиотдейл перешёл под контроль графа Дугласа. В ответ в апреле Джон Гонт предпринял рейд, дойдя до Эдинбурга, а графы Нортумберленд и Ноттингем вскоре после пасхи (10 апреля) вторглись в Шотландию и «сожгли все земли графа Дугласа и лорда Линдси».

## Отстранение Роберта II от власти
По мнению С. Бордмана, окончательно политический баланс в Шотландии изменила смерть в апреле 1384 году Уильяма, графа Дугласа, самого могущественного пограничного барона. Его наследник Джеймс Дуглас был шурином и союзником графа Каррика, а также был достаточно молод и отличался воинственным отношением к англичанам. Как считает историк, обострению политического кризиса в Шотландии способствовал тот факт, что наследник Роберта II вместе с новым графом Дугласом были полны решимости отомстить англичанам за вторжение Джона Гонта.
В хронике Фруассара указывается, что король вначале разделял энтузиазм сына, но изменил своё мнение после прибытия во время заседания генерального совета в Эдинбурге французских послов, уведомивших о заключении перемирия между Англией и Францией, в которое было предложено вступить и Шотландии. Согласно хронисту, Роберт II посчитал, что нападать на Англию неразумно, поскольку и ему, и его советникам было очевидно, что французы не собираются соблюдать условия заключённого в августе 1383 года военного соглашения между странами. Любые нападения шотландцев оставили бы королевство в одиночестве перед неизбежным возмездием со стороны Англии. Но, по словам Фруассара, многие представители шотландской знати не были склонны соглашаться на перемирие, желая отомстить англичанам за апрельское вторжение в их земли. Они собрались на тайную встречу и решили вопреки королевской воле напасть на Англию. С. Бордман полагает, что, хотя к известиям Фруассара следует относиться осторожно, поскольку его рассказ отражает политическую пропаганду в Шотландии конца 1380-х годов, летом 1384 года позиции короля и представителей знати по вопросу войны с Англией разошлись. Историк не исключает, что «самонадеянная неспособность Роберта II контролировать действия некоторых из своих магнатов» могла быть дипломатическим приёмом, призванным позволить Шотландии воевать, не прекращая переговоров о перемирии. Однако его бездеятельность привела к тому, что он в конце года лишился власти.
С. Бордман сомневается, что генеральный совет мог проходить в Эдинбурге: 1 июня Роберт II находился на острове Бьют, откуда на следующий день отплыл в Дамбартон. Там он принял решение отправить шотландское посольство в Булонь, где должен был состояться новый раунд англо-французских переговоров о продлении перемирия. Правительство Ричарда II узнало об этом к 12 июня, когда были назначены уполномоченные для переговоров с шотландцами. В Дамбартоне вместе с Робертом II был и граф Каррик, который преследовал иные цели. Английские хронисты сообщают, что в начале лета шотландцы предприняли ряд набегов в Северную Англию. На основании хартии графа Каррика, выданной 16 июня, С. Бордман делает вывод, что тот лично координировал эти набеги.
Несмотря на шотландский июньский набег, англичане не теряли надежды на заключение перемирия. К 26 июля были согласованы условия о присоединении Шотландии к англо-французскому перемирию до 1 октября. Однако рейды шотландцев продолжались, и не позднее 18 сентября Ричард II начал сбор армии для противодействия шотландцам. В том же сентябре Роберт II созвал в Глазго генеральный совет, на котором, вероятно, обсуждалась шотландская дипломатическая и военная политика на ближайшие месяцы. Перемирие, к которому Шотландия присоединилась, скоро истекало, поэтому, возможно, были проведены предварительные приготовления на случай эскалации конфликта. В конце сентября на англо-французских переговорах в Булони перемирие было продлено до мая 1385 года. С. Бордман полагает, что тогда шотландские послы и договорились с французами о соглашении, по которому в 1385 году в Шотландии появился французский экспедиционный отряд.
С. Бордман полагает, что летом 1384 года контроль над военными действиями Шотландии окончательно выскользнул из рук Роберта II. Его личная политическая власть в Южной Шотландии и раньше была слабой, а граф Каррик, обосновавшийся в Эдинбурге в качестве полномочного представителя королевской власти и обладавший обширными социальными и политическими связями в этом регионе, имел там прочную власть и преданных лично ему аристократов, готовых к тому, что наследник престола отберёт власть у отца. Нежелание короля или его физическая невозможность вести королевство в войну против Англии стали мощным аргументом для политических изменений в октябре-ноябре 1384 года, когда шотландцы обсуждали предполагаемый союз с Францией.
В ноябре 1384 года Холируде состоялось заседание генерального совета, на котором из-за растущего политического недовольства Роберт II был лишён права осуществлять королевское правосудие, которое было передано графу Каррику, назначенному хранителем королевства. Возможно, отказ престарелого короля от власти был не совсем добровольный. Так, убийство в 1406 году сэра Давида Флеминга из Камбернолда в Плюскарденской хронике описано как месть за то, что он «был одним из главных действующих лиц» во время захвата короля Робертом II. С. Бордман полагает, что если граф Каррик действительно осуществил в 1384 году переворот, одобренный генеральным советом, то Флеминг, его давний соратник, был хорошим кандидатом на роль человека, которому поручен арест короля. Амбициозный и энергичный наследник получил всю полноту власти и имел блестящее политическое будущее как хранитель королевства и король. А его отстранённый от власти престарелый отец был обречён на полное политическое забвение.

## Последние годы (1384—1390)
В первом акте, принятом генеральным советом в ноябре 1384 года, было зафиксировано желание Роберта II применять законы своего королевства справедливо и по «рекомендации своего совета». Король соглашался изменить любое своё действие, которое бы посчитали небрежным или противоречащим закону. Было оговорено, что жалобы на самого монарха могут быть поданы в королевский совет, и тот подчинится его решению. Ключевым стал акт, согласно которому Роберт II не мог лично следить за совершением правосудия; эта обязанность передавалась его наследнику — графу Каррику. Все три сословия поклялись поддерживать нового хранителя Шотландии в исполнении его обязанностей, даже если его действия вызовут неудовольствие короля.
Как отмечает С. Бордман, данный акт не просто предполагает передачу обязанностей по выполнению королевского правосудия наследнику короля от его престарелого отца, а указывает на то, что до ноября 1384 года на действия короля поступали прямые жалобы, и в некоторых случаях монарх действовал незаконно, игнорируя обоснованные претензии к своему поведению. Совершение правосудия было не только судебной функцией, а затрагивало многие задачи по управлению королевством, включая распределение патронажей, а также справедливое судебное разбирательство по спорным землям и назначениям на должности. По мнению историка, большинство жалоб в 1384 году могло быть связано с деятельностью королевского сына Александра, графа Бьюкена, в Северной Шотландии. Передача власти графу Каррику изменила королевскую политику и систему патронажей в землях как к северу, так и к югу от Форта. В итоге к концу 1384 года все дарения от имени короны стали осуществляться сторонниками графов Каррика и Дугласа.
Свою власть граф Каррик сохранял до 1388 года. Новый правитель активно управлял военными и административными делами Шотландии, а Роберт II до самой смерти мало влиял на дела королевства. Хотя Фруассар заявляет, что король в этот период проживал в Хайленде и поэтому не мог лично приветствовать французский экспедиционный корпус под командованием адмирала Жана де Вьенна, прибывший в 1385 году для участия в походе против Англии, эти сведения не соответствуют действительности. 8 мая Роберт II был на острове Бьют, но затем отправился в Эдинбург. Французские рыцари, которые предоставили Фруассару рассказ об экспедиции, описывали короля как обладателя «красных затуманенных глаз цвета сандалового дерева». Монарх, которому уже исполнилось 69 лет, физически не мог участвовать в военных действиях. Впрочем, он и в 1370-х годах практически не принимал участия в пограничных набегах, а общее военное руководство минимум уже 10 лет находилось в руках графа Каррика. Но созданный образ, который, вероятно, отражает отношение к Роберту II представителей пограничной знати, помогавших графу Каррику прийти к власти, оказал большое влияние на формирование исторического образа короля. Популярность хроник Фруассара привела к тому, что последующие хронисты и историки ошибочно считали «традиционным» прозвищем Роберта II «Пылающий глаз» (англ. Blare-eye), а народные легенды объясняли, что монарху повредили глаз или во время несчастного случая, или во время родов с помощью кесарева сечения. Вне зависимости от состояния здоровья, монарх издал инструкции по сбору шотландской армии. Эта задача заняла больше месяца. Только 1 июля совет разработал правила поведения франко-шотландских войск, которые должны были начать набег на английские владения. В августе в ходе ответного опустошительного похода английской армии в Лотиан под командованием Ричарда II многие монастыри и Эдинбург были преданы огню. Это немного отрезвило шотландцев, которые предпочли заключить в сентябре перемирие до 1 июля 1386 года. Оно в целом соблюдалось и дважды продлевалось вплоть до 19 июня 1388 года.
Все королевские хартии, изданные в этот период, подтверждались графом Карриком, что, по мнению С. Бордмана свидетельствует о том, что тот имел непосредственную власть и влияние не только на свершение королевского правосудия. Он инициировал, рассматривал и подтверждал все патронажи короны. По мере того, как власть графа Каррика возрастала, влияние его младшего брата, графа Файфа, уменьшалось. Это привело к тому, что к 1387 году отношения между братьями обострились.
Весной 1388 года шотландцы не стали продлевать перемирие с Англией. 29 апреля в Эдинбурге состоялось заседание совета под руководством Роберта II, на котором, вероятно, обсуждалось возобновление войны. К началу, по-видимому, было принято решение о возобновлении пограничных набегов, как только истечёт срок перемирия. Этот совет, как отмечает С. Бородман, опровергает утверждение Фруассара о том, что возобновление войны с Англией было организовано группой дворян в Абердине. Политической движущей силой в принятии решения, вероятно, был граф Каррик, но конкретная стратегия была разработана генеральным советом, которым руководил сам король.
Шотландская армия, которой руководил граф Дуглас, выступила вскоре после 27 июля 1388 года. Она добралась до Ньюкасла, но после перестрелки с английским гарнизоном отступила в сторону Шотландии. 5 августа около Оттерберна в Ридесдейле её настигла английская армия под командованием Генри Перси «Хотспура». Завязавшаяся битва закончилась победой шотландцев. Хотспур, его брат Ральф и ряд других английских дворян попали в плен. Однако победа была достигнута дорогой ценой, поскольку в ней погиб граф Дуглас.
Гибель самого влиятельного соратника графа Каррика в битве при Оттеберне имела катастрофические для регента последствия. Ситуация усугубилась тем, что вскоре в плен к англичанам попал и другой его крупный сторонник — сэр Джеймс Линдси из Кроуфорда. К концу августа у королевского наследника возникли серьёзные проблемы с политической властью в Шотландии, чем воспользовались Граф Файф, брат Каррика, и его сторонники. Кроме того, начались споры за наследство Дугласов. Граф Каррик своими необдуманными действиями поддержал претензии на наследство Дугласов своего зятя, сэра Малькольм Драммонд, чем оттолкнул от себя Арчибальда Дугласа, лорда Галлоуэя, который претендовал на титул графа Дугласа, и его союзника, сэра Джеймса Дугласа из Далкита. Они перешли на сторону графа Файфа. Ко всему прочему, граф Каррик стал физически недееспособным — он получил случайную травму, сделавшую его хромым.
1 декабря в Эдинбурге собрался генеральный совет под руководством Роберта II. Он и открыл заседание заявлением о том, что желает, чтобы его сын подчинился воле генерального совета в вопросах отправления правосудия и защиты королевства. Таким образом, король в какой-то мере отомстил за обращение, которому старший сын подверг его в 1384 году. На совете граф Каррик, оказавшийся в политической изоляции, был вынужден сложить полномочия хранителя. Для оправдания его замены на должности были использованы два аргумента: небрежное отправление правосудия, особенно на севере, и явная неспособность справиться с английским вторжением, ожидавшимся в следующем году. Поскольку были высказаны претензии, что в управлении королевством уже некоторое время возникают сложности из-за преклонного возраста и недомогания короля и немощности его сына-первенца, графа Каррика, новым хранителем был назначен граф Файф, в руках которого и оказалась вся полнота власти в королевстве.
В августе 1389 года Роберт II отправился в Стюартри в Айршире и к островам Ферт-оф-Клайд, а в конце января 1390 года — в Северо-Восточную Шотландию. Возможно, что эта поездка ускорила смерть монарха. В конце марта Роберт II вернулся в Стюартри, где и умер 19 апреля 1390 года в родовом замке замке Дандональд. Эндрю Уинтонский сообщает, что его похоронили 13 августа 1390 года в Скуне за день до коронации старшего сына Джона, графа Каррика, принявшего имя Роберта III.

## Наследство
Роберт II был дважды женат; в этих браках родилось множество сыновей и дочерей. Его первой женой была Элизабет Мур, дочь айрширского землевладельца Адама Мура из Роваллана. Прошло почти 10 лет их совместной жизни, и у них родилось несколько детей, когда супруги решили обратиться к папе, чтобы получить разрешение на брак. Оно было выдано 22 ноября 1347 года и позволило узаконить всех родившихся до этого детей задним числом. Иоанн Фордунский указывает, что Роберт и Элизабет провели официальную церемонию бракосочетания в 1349 году. С. Бордман полагает, что сложности с официальным заключением брака могли возникнуть из-за непростой политической ситуации в Шотландии в 1330-е годы, когда король Давид II находился в изгнании, а юный Роберт оставался старшим королевским родственником в Шотландии, стремившимся к скорому браку, а получение папского разрешения в этот период было усложнено.
Из родившихся в первом браке Роберта II сыновей минимум четверо пережили совершеннолетие: Джон, родившийся, вероятно, в конце 1330-х годов; Уолтер, который женился между 21 июля 1360 года и 21 июля 1361 года на Изабелле, наследнице Дункана, графа Файфа, но умерший, вероятно, в конце 1362 года (не позже 10 января 1363 года), не оставив наследников; Роберт, граф Файф и Ментейт, который в 1398 году получил титул герцога Олбани; Александр, граф Бьюкен, лорд Росс и Баденох. В первом браке родилось минимум пять дочерей, браки которых играли важную роль в политике их отца.
Элизабет умерла не позже 1355 года. В мае того же года Роберт получил папское разрешение на брак с Ефимией Росс, вдовствующей графиней Морей, сестрой Уильяма, графа Росса, и вдовой Джона Рэндольфа, графа Морей, погибшего в 1346 году в битве при Невиллс-Кросс. С Бордмэн указывает, что согласно современным исследованиям именно права второй жены будущего короля на Морей могли привести к тому, что под его контроль перешёл Баденох. Установленные династические связи с Уильямом, графом Россом, оказались достаточно важными для проводимой в 1360-е годы политики. В этом браке родилось двое сыновей, Давид Стюарт, граф Стратерн и Кейтнесс, и Уолтер Стюарт, граф Атолл, а также минимум 2 дочери.
Кроме двух жён у Роберта II было несколько любовниц. Самая длительная связь у него была с Мариотой Кардени, в которой родилось минимум трое сыновей: Александр, Джон и Деймс. Ещё от неизвестных по имени любовниц у него родились сыновья Джон Стюарт, шериф Бьюта, Томас Стюарт, архидиакон Сент-Эндрюса, и Александр Стюарт, каноник Глазго.
Наследником Роберта II был старший сын Джон, принявший при восхождении на престол имя Роберта III. Однако сразу с начала правления регентом продолжал оставаться второй брат, Роберт, граф Файф, отстранивший его в конце 1388 года от должности регента. Ко всему прочему Роберт III был физически недееспособен, поскольку в начале 1389 года его лягнула лошадь.

## Браки и дети
Первая жена: с 1336 года (папское разрешение выдано 22 ноября 1347 года) Элизабет Мур (умерла до 1355), дочь Адама Мура из Роваллана. Иоанн Фордунский указывает, что брак был заключён только после получения папского разрешения в 1349 году. Дети:
- Джон Стюарт (1330-е — 4 апреля 1406), граф Атолл в 1367—1390 годах, граф Каррик в 1368—1390 годах, главный стюард Шотландии в 1371—1390 годах, хранитель Шотландии в 1384—1388 годах, король Шотландии (под именем Роберт III) с 1390 года[49][52].
- Маргарет Стюарт; муж: Джон Макдональд (умер в 1387), лорд Островов с 1330 года (папское разрешение на брак получено 14 июня 1350 года)[52]. В этом браке она родила не менее 4 сыновей; старший из её сыновей, Дональд, был предпочтён отцом в качестве наследника перед детьми, родившимся в его первом браке[3].
- Уолтер Стюарт (умер в 1362), граф Файф с 1360/1361 года[3][52].
- Роберт Стюарт (около 1340 — 3 сентября 1420), граф Ментейт в 1361 году, граф Файф с 1371 года, 1-й герцог Олбани с 1398 года, хранитель Шотландии в 1388—1393 и 1401—1406 годах[52][53].
- Александр Стюарт «Волк из Баденоха» (около 1345—1405/1406), 1-й граф Бьюкен, граф Росс[52][54].
- Марджори Стюарт (умерла после 6 мая 1417); 1-й муж: Джон Данбар, 1-й граф Морей с 1372 года (папское разрешение на брак получено 11 июля 1370 года); 2-й муж: ранее 24 апреля 1403 года — Александр Кит из Грендауна[52]. С. Бордмен полагает, что к первому браку дочь Роберта мог принудить король Давид II, любовницей которого была сестра жениха Агнес[3].
- Элизабет Стюарт; муж: ранее 7 сентября 1372 года сэр Томас де ла Хэй[англ.] (умер в июле 1406), 7-й лорд Эррол, констебль Шотландии[52]. С. Бордмен считает, что брак был заключён ещё до того, как Роберт II стал королём[3].
- Изабелла Стюарт (умерла до 22 июля 1410); 1-й муж: Джеймс Дуглас (умер около 14 августа 1488), 2-й граф Дуглас с 1384 года (папское разрешение получено 24 сентября 1371 года); 2-й муж: с 1388/1390 года Джон Эдмонстоун из Дантрита (умер после 22 июля 1410)[3][52].
- Джейн Стюарт (умерла после 1404); 1-й муж: с 17 января 1374 года сэр Джон Кит (умер до 27 декабря 1375); 2-й муж: ранее 2 октября 1377 года Джон Лайон[англ.] (убит 4 ноября 1382), тан Гламиса, после свадьбы он стал камергером Шотландии[3]; 3-й муж: между 20 ноября 1384 года и 24 мая 1385 года сэр Джеймс Сэндилендс из Колдера (умер до 9 ноября 1397)[3][52].
- Кэтрин Стюарт[К 16] (умерла после 1395); муж: сэр Роберт Логан из Растолрига[52].

Вторая жена: Ефимия Росс (умерла в 1387), дочь Хью, графа Росса, и Маргарет Грэм, вдова Джона Рэндольфа, 3-го графа Морей. Папское разрешение на брак было получено 2 мая 1355 года. Дети:
- Давид Стюарт (после 1357 — до 15 мая 1390), граф Стратерн с 26 мая 1371 года, граф Кайтнесс ранее 24 декабря 1375 года[52][56].
- Уолтер Стюарт (после 13 августа 1362 — 26 мая 1437), граф Атолл ранее 8 июня 1404 года, граф Стратерн с 22 июня 1424 года[52][57].
- Эгидия Стюарт; муж: с 1387 года Уильям Дуглас из Нитсдейла (погиб в 1391/1392)[52].
- Элизабет Стюарт; муж: Дэвид Линдси (1465/1466 — февраль 1407), барон Кроуфорд с 1397 года, 1-й граф Кроуфорд с 1398 года[52].

## Образ Роберта II в истории
Факты биографии Роберта II содержатся в нескольких шотландских хрониках:
- Chronica Gentis Scotorum[англ.] Иоанна Фордунского, созданная во второй половине XIV века. Вслед за Уильямом Скином[англ.], в современной историографии разделяют работу хрониста на 2 части: собственно «Хронику» из 5 книг, которая была доведена до правления короля Давида I, и «Анналы[англ.]», представляющие собой серию из 231 заметок по шотландской истории вплоть до 1363 года[58].
- «Шотландская хроника[англ.]» из 16 книг Уолтера Боуэра, созданная в первой половине XV века. Хронист продолжил хронику Иоанна Фордунского (начиная с 1153 года, где тот остановился), доведя её до правления Якова I (вплоть до его убийства в 1437 году). Боуэр сделал свои дополнения в оригинальные 5 книг хроники Иоанна Фордунского[59].
- «Orygynale Cronykil of Scotland[англ.]» Эндрю Уинтонского, созданная в первой половине XV века и доведённая до 1420 года. По словам хрониста, большая часть материала, которая касалась периода 1325—1390 годов, была предоставлена ему другим автором, однако его личность не раскрывается. Данная анонимная хроника была создана примерно в начале 1390 годов, а её автор был особенно хорошо знаком с кампаниями 1330-х годов. При описании недавней истории Шотландии заметны политические убеждения Эндрю Уинтонского, связанные, вероятно, с тем, что заказчиком рукописи выступал землевладелец, близко связанный с Робертом, герцогом Олбани. В «Хронике» содержатся уникальные сведения, отсутствующие в других сохранившихся источниках[60].

М. Линч, автор «Новой истории Шотландии», указал, что о Роберте II и его сыне Роберте III известно гораздо меньше, чем о любых других королях периода позднего средневековья. Для хронистов, писавших о правлении двух первых королей династии Стюартов, которые были их современниками (или почти современниками), они не оставляли впечатления сильных или ярких личностей, которые вызывали бы интерес для последующих поколений. Так Жан Фруассар описывает Роберта II в 1384 году как дряхлого и согбенного возрастом старца, взор которого затуманен. Король желает мира с Англией, однако его открыто презирает и игнорирует воинственная шотландская знать. По мнению С. Бордмана, именно этот образ стал одним из самых важных элементов в устойчивой традиции, которая показывала двух первых Стюартов на шотландском троне как слабых, неэффективных и неадекватных монархов. Ей следовали последующие исследователи. Так У. К. Дикинсон заметил, что «первые Стюарты не были сильны ни телом, ни характером, и оба не годились для сильного и активного правления», и пришёл к выводу, что «правление Роберта II было слабым и неэффективным, как и правление его сына… был ещё слабее». Другой историк, Гордон Дональдсон, подвёл итог обоим правлениям, язвительно указав, что «после девятнадцати лет все более слабеющего Роберта II в Шотландии должно было пройти шестнадцать лет правления немощного Роберта III». Как отмечает С. Бордман, подобное восприятие ранних Стюартов во многом связано с тем, что обоих правителей рассматривали через призму правления Роберта I Брюса, имевшего славу «короля-героя» войны за независимость Шотландии. Л. М. Мэкки по этому поводу заметил, что «К несчастью для Шотландии, должно было пройти сто лет, прежде чем на трон Брюса взошёл достойный преемник».
По мнению С. Бордмана, отсутствие у исследователей желания подробно исследовать правление двух первых Стюартов на шотландском троне было вызвано не только их репутацией как «незначительных правителей», но и сложившимся мнением, что XIV век был эпохой, которая представляла мало возможностей для деятельности. Историк отмечает, что большинство исследователей шотландской истории XIX и начала XX веков считали приход к власти Стюартов началом эпохи, характеризующейся долгой и тоскливой борьбой между «чередой шотландских королей и их главных вассалов за власть над национальными судьбами». Так П. Хьюм Браун считал, что в ранней шотландской истории главными моментами были объединение королевства во время правления династии Кэнмора (Малькольмом III и его потомками), а также защита её независимости Брюсами. Период правления ранних Стюартов историк характеризовал как период «хронического несчастья и задержки национального развития». С. Бордман считает, что именно подобный негативный взгляд на правление первых Стюартов и их эпоху объясняет тот факт, что ни Роберт II, ни Роберт III до него никогда не становились предметом научной биографии. Конец XIV века привлёк внимание писателей-романистов. Так, действие романа Вальтера Скотта «Пертская красавица» происходит во время правления Роберта III, а роман «Волк из Баденоха» Т. Д. Лаудера посвящён одному из сыновей Роберта II.
Во второй половине XX века появились несколько работ, которые подробно рассматривают вторую половину XIV века. В исследованиях Р. Г. Николсона и А. Б. Вебстера и А. А. М. Дункан рассматривался период правления короля Давида II (1329—1371 годы). Уделили они внимание и периоду после 1371 года: Р. Г. Николсон в работе «Шотландия: Позднее средневековье» кратко описал правление первых Стюартов и в русле своих предшественников оценил его критически, как «тщетное и бесцельное». Историк утверждал, что при новой династии «Шотландия должна была страдать от неправильного управления, которое доказало… что нет замены способным королям». Позитивную оценку первым Стюартам дал А. Грант в работе «Независимость и нация: Шотландия в 1306—1460». По его мнению, главной отличительной чертой правления Роберта II были политический мир и стабильность, а амбиции монарха гармонировали с политической и социальной структурой королевства, которое в этот период было крайне децентрализовано. Историк сохранил традиционное мнение о Роберте III как о «вероятно, наименее впечатляющем короле Шотландии». Грант и некоторые другие исследователи написали ряд статей, в которых рассматривались и другие аспекты этого периода: развитие манора Островов, англо-шотландские отношения во время правления Роберта II, карьера его сына — Александра Стюарта, известного под прозвищем «Волк из Баденоха». Глубокий анализ политической ситуации в Шотландии в последние годы правления Роберта III содержится в первой главе биографии короля Якова I, которую в 1994 году опубликовал М. Браун. Исследованием англо-шотландских отношений в период правления Роберта II и Роберта III занимался А. Макдональд.
Подробное исследование биографии Роберта II содержится в работе С. Бордмана «The early Stewart kings: Robert II and Robert III, 1371—1406». Бордман детально рассмотрел политические отношения между ранними королями Стюартов и крупными шотландскими магнатами — важным аспектом управления Шотландией в позднее средневековье. Большинство историков отмечают в отношениях между короной и её крупными вассалами возникновение во время правления Роберта II крайне децентрализованного стиля королевской власти, которая широко делегировала свои полномочия крупным региональным магнатам — в первую очередь королевским родственникам. Бордман связывает эту особенность правления первого Стюарта не с его личными и политическим качествами (которые были посредственными), а с политическим контекстом: в момент восхождения на трон он был главой крупного аристократического рода с обширными территориальными владениями, многие из которых он получил сам во время длительной карьеры в качестве магната. По мнению историка, именно поэтому король старался опираться на сыновей и других родственников, имевших власть в разных частях королевства, поскольку они являлись ценным политическим ресурсом, защищавшими интересы новой королевской династии и выполнявшими многие королевские функции в пределах собственной территориальной власти. Децентрализации власти содействовали и действия дворян, которые противостояли Стюартам или пытались ограничить королевскую власть. Так, когда вступление Роберта II на престол пытался оспорить граф Дуглас, которого поддерживали в этом соратники покойного Давида II, тот мгновенно отреагировал на угрозу, показав себя человеком, хорошо владеющим практическими приёмами баронской политики, заключая сделки и создавая брачные союзы, которые оставляли его главных противников с их региональным или местным влиянием нетронутыми. С. Бордман указывает, что гражданские войны начала XIV века и продолжающееся противостояние с англичанами способствовали формированию новых региональных «лордств» — в первую очередь лордства Островов в Западной Шотландии и графства Дугласов в Южной Шотландии. К моменту коронации Роберта II их власть на местах была прочно закреплена. По мнению историка, первый король династии Стюартов в этом контексте предстаёт как проницательный и способный политик, хотя он проявлял себя скорее как манипулятор, а не творец событий.